# 関西本線
関西本線（かんさいほんせん）は、愛知県名古屋市中村区の名古屋駅から亀山駅、奈良駅を経て大阪府大阪市浪速区のJR難波駅に至るJRの鉄道路線（幹線）である。名古屋駅 - 亀山駅間が東海旅客鉄道（JR東海）、亀山駅 - JR難波駅間が西日本旅客鉄道（JR西日本）の管轄となっている。このほか日本貨物鉄道（JR貨物）の四日市駅 - 塩浜駅間、平野駅 - 百済貨物ターミナル駅間の貨物支線を持つ。
本項目では主に関西本線全般の概要や沿革などについて記す。地域ごとの詳細については以下の記事も参照。
- 関西線 (名古屋地区)（名古屋駅 - 亀山駅間）
- 大和路線（加茂駅 - JR難波駅間）

## 概要
名古屋と大阪を三重県の北勢地方、伊賀地方、京都府南部、奈良県北部を経由して結んでいる。民間の鉄道会社である関西鉄道の路線として開業し、名古屋と奈良・大阪を最短距離で結ぶ鉄道路線として鉄道作業局の時代から国有鉄道と乗客を奪い合った歴史を持ち、路線名もこの社名に由来する。関西鉄道の国有化後は輸送量が逼迫していた東海道本線のバイパス的路線として活用され、名阪間を結ぶ路線として1970年代まで全線を直通する列車が運転されていたが、並行する東海道本線や東海道新幹線の整備、近畿日本鉄道（近鉄）の名阪特急の台頭、名阪国道や名神高速道路の開通によるモータリゼーションの普及などにより、名阪間の輸送からは撤退した。現在では亀山駅、加茂駅を境界として運転系統が3区間に分割されており、境界となる駅を跨いで運転される旅客列車は、2006年の急行「かすが」の廃止以降は一切運転されておらず、東海道本線のバイパスや名阪間の都市間輸送路線としての性格は完全に消滅している。
名阪間のJR在来線利用は距離が長くなるが線形の良い東海道本線の米原駅経由の方が所要時間が短く、大阪駅 - 柘植駅・亀山駅間でも東海道本線・草津線の草津駅経由の方が所要時間・距離共に短い。
JR東海エリアの名古屋駅 - 亀山駅間は名古屋都市圏の通勤・通学路線としての役割を持つ。名古屋駅 - 河原田駅間では、伊勢鉄道に乗り入れて三重県中南部や和歌山県南紀地方へ向かう特急「南紀」や快速「みえ」などの直通列車が運行されており、河原田駅 - 亀山駅間は名古屋方面との普通・快速列車のみが運行されている。近鉄名古屋線と競合関係にあるが、この区間は単線区間が未だに多く存在し、設備や運行本数・利便性などで近鉄の方が有利な状況にある。
JR西日本エリアのうち亀山駅 - 加茂駅間は単線の非電化区間であり、1両ないし2両の気動車による地域輸送（ローカル輸送）に徹している。沿線は山間部が多くを占め、大都市圏に含まれる他の2区間と比べると沿線人口は圧倒的に少ない。また、2022年4月11日にJR西日本が公表したローカル線の線区別収支によると、同区間は2019年度の輸送密度が1日2000人以下となっており、JR西日本は路線の活性化策などを関係自治体と協議したい考えで、廃線も視野に議論が進む可能性があると報じられているが、三重県側の地元自治体の一つである亀山市は存続希望を示している。
JR西日本エリアの電化区間（加茂駅 - JR難波駅間）には1988年3月から「大和路線」（やまとじせん）という愛称が付与され、アーバンネットワークを構成する路線の一つに位置づけられている。大阪都市圏の通勤・通学路線としての役割を持ち、大阪環状線に直通して大阪駅（梅田）方面に至る「大和路快速」も設定されているほか、奈良へ向かう観光路線としての性格もある。なお、大阪 - 奈良間の都市間輸送については近畿日本鉄道（近鉄）奈良線と競合関係にあるが、JRの奈良駅が近鉄奈良駅と比較して奈良市の中心部からやや離れていることや、関西本線が生駒山地を南側に迂回するルートを通っていることもあって、近鉄奈良線が有利な状況になっている。王寺駅 - JR難波駅間では、和歌山線や桜井線方面に直通する快速列車も運行されている。
名古屋駅 - 亀山駅間はJR東海東海鉄道事業本部の管轄（該当全区間直轄）、亀山駅（構内を除く） - JR難波駅間はJR西日本近畿統括本部の管轄である。
JR西日本管内の柘植駅 - JR難波駅間は旅客営業規則の定める大都市近郊区間の「大阪近郊区間」に含まれており、そのうち奈良駅 - JR難波駅間が電車特定区間に含まれ、区間外よりも割安な近距離運賃が設定されている。また、JR東海管内の全区間がICカード「TOICA」のエリアに、JR西日本管内の全区間が同「ICOCA」のエリアに含まれている。
路線記号はJR東海管内が CJ、JR西日本管内のうち亀山駅 - 加茂駅間が  V 、加茂駅 - JR難波駅間が Q（木津駅 - 奈良駅間は奈良線の列車が乗り入れているため、重複して D も付与）。

### 路線データ
- 管轄・路線距離（営業キロ）：全長179.6 km（支線含む。名古屋駅 - JR難波駅間は174.9 km[7]）[21][22][6]
  - 東海旅客鉄道（JR東海、第一種鉄道事業者）：
    - 名古屋駅 - 亀山駅間 59.9 km[21][4]

  - 西日本旅客鉄道（JR西日本、第一種鉄道事業者）：
    - 亀山駅 - JR難波駅間 115.0 km[22][5]

  - 日本貨物鉄道（JR貨物）：
    - 第一種鉄道事業区間：
      - 四日市駅 - 塩浜駅間 3.3 km[6]
      - 平野駅 - 百済貨物ターミナル駅間 1.4 km[6]

    - 第二種鉄道事業区間： 
      - 名古屋駅 - 亀山駅間 （59.9 km）[6]
- 軌間：1,067 mm[3][6]
- 駅数：52
  - 旅客駅：50（起終点駅含む、支線の駅を除く）
    - JR東海：18（名古屋駅を含む）[4]
    - JR西日本：32（亀山駅を除く）[5]
      - 関西本線所属の旅客駅に限定した場合、東海道本線所属の名古屋駅と大阪環状線所属の新今宮駅[23]が除外され、48駅（JR東海は17駅、JR西日本は31駅）となる。

  - 貨物駅：2（旅客併設駅を除く）
- 複線区間：
  - 複々線
    - 天王寺駅 - 新今宮駅間[注 4]（1.0 km）

  - 複線
    - 名古屋駅 - 笹島信号場間[24]
    - 弥富駅 - 桑名駅間[24]
    - 朝明信号場 - 富田駅間[24]
    - 富田浜駅 - 四日市駅間[24]
    - 南四日市駅 - 河原田駅間[24]
    - 木津駅 - 天王寺駅間[24]
    - 新今宮駅 - JR難波駅間[注 4]
- 電化区間：名古屋駅 - 亀山駅間、加茂駅 - JR難波駅間、平野駅 - 百済貨物ターミナル駅間電化（直流1,500 V）[24]
- 閉塞方式：自動閉塞式[25]
- 保安装置：
  - 名古屋駅 - 亀山駅間：ATS-PT
  - 亀山駅 - 加茂駅間：ATS-SW
  - 加茂駅 - 王寺駅間：ATS-PおよびATS-SW（拠点P）[26]
  - 王寺駅 - JR難波駅間：ATS-P（全線P[27]）
- 運転指令所：
  - 名古屋駅 - 亀山駅：東海総合指令所
  - 亀山駅 - JR難波駅：大阪総合指令所
- 最高速度：
  - 名古屋駅 - 河原田駅間・奈良駅 - 天王寺駅間：120 km/h
  - 河原田駅 - 奈良駅間・天王寺駅 - JR難波駅間：95 km/h
- 列車運行管理システム：加茂駅 - JR難波駅間… 大阪環状・大和路線運行管理システム[要出典]
- 大都市近郊区間：柘植駅 - JR難波駅（大阪近郊区間）[28]
- IC乗車カード対応区間：
  - TOICAエリア：名古屋駅 - 亀山駅間[16]
  - ICOCAエリア：亀山駅 - JR難波駅間（柘植駅 - JR難波駅はPiTaPaポストペイサービス対象区間。亀山駅 - 加茂駅間は車載型IC改札機で対応）[17]

## 沿線概況

### 亀山駅 - 加茂駅間

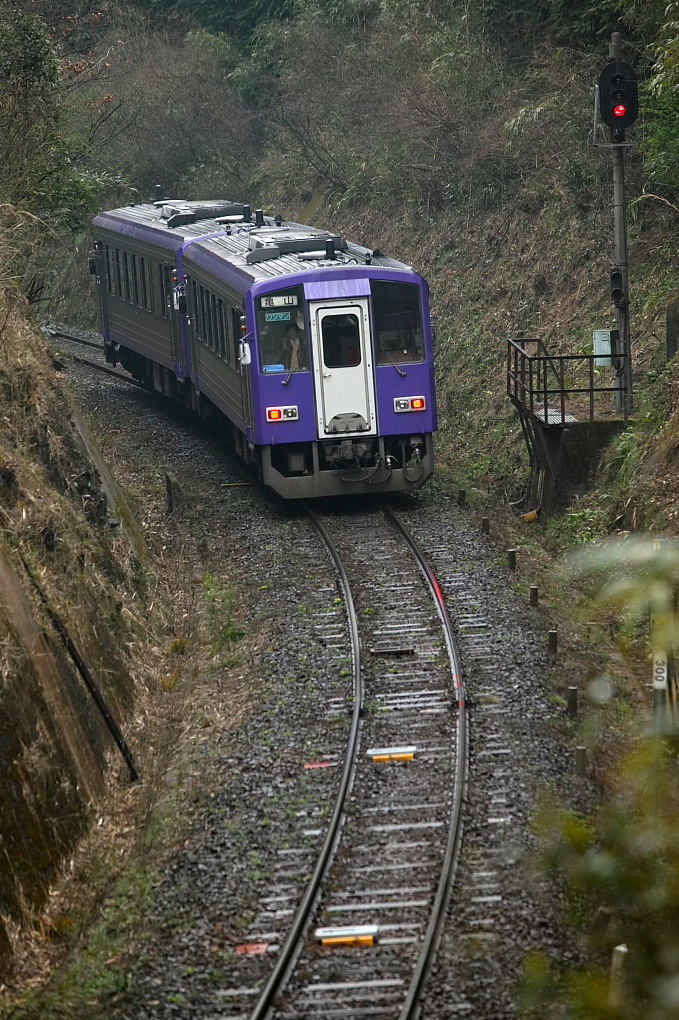
非電化区間（亀山駅 - 加茂駅間）を走る気動車キハ120

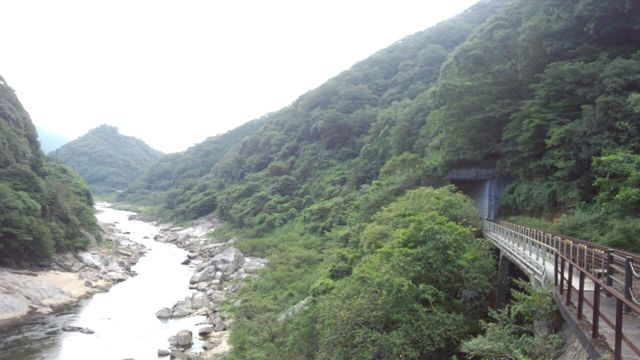
木津川を横に伸びる関西線の線路

この区間は非電化である。現在では単行（1両編成）や2両編成の気動車（キハ120形）で普通列車が走るのみだが、かつては急行列車や貨物列車など長大編成の列車が走っていたため、各駅ともホームや交換設備の有効長が非常に長い。かつては多くの駅に中線（上り線と下り線の間にある待避線）があり、中線があった駅は上り線と下り線の間に中線が撤去された空間が空いている。
この区間は山間部が多い。大和街道に沿っており、木津川と支流の柘植川が見える。
亀山駅からは国道1号と併走して、東海道の宿場関宿の最寄り駅相対式2面2線の関駅に着き、ここから国道1号と重複していた国道25号と並走して相対式2面2線の加太駅に着く。2018年4月の関駅無人化までは加太駅はこの区間では唯一の無人駅であった。この先、鈴鹿山脈と布引山地の境界に当たる加太駅 - 柘植駅間には、加太越えと呼ばれる25 ‰（パーミル）の急勾配があり、蒸気機関車が走っていた頃は多くの鉄道ファンが訪れた。スイッチバック式の中在家信号場（2006年に使用停止、2019年に廃止）があった。信号場の先にある加太トンネルでは、蒸気機関車の煤煙が運転台に充満することを防ぐために、トンネル入り口に遮蔽幕を設置し、列車通過後にこの幕を下ろして列車後方の気圧を下げ、煤煙を列車後方に集める工夫もなされていた。日本全国の急勾配や長大なトンネルで、乗務員の酸欠や窒息事故が多発したため、対策が施された。伊賀市に入り、単式と島式の2面3線の柘植駅では草津線が分岐する。かなり構内が広いが、駅は寂しい。もともと関西鉄道は東海道のルートに沿って草津から亀山へ向かって線路を敷設したため、亀山方面から見ると草津線が直線で、関西本線が左へ分岐するような線形となっている。かつて、柘植駅には加太越えの蒸気機関車のために転車台や給水塔もあったが、現在はすべて撤去されている
柘植駅を出ると周囲は開け、伊賀盆地を走り、新堂駅となる。かつては単式と島式の2面3線であったが、現在は島式1面2線である。しばらく西に向いて走り、単式2面2線の佐那具駅となる。次の伊賀上野駅はこの区間の途中駅のなかでは唯一の直営駅であり、ワンマン取り扱い駅ではない。この駅からは加茂駅への区間列車がある。単式とそこにある切欠と島式の2面4線の構造で、うち3線をJRが使用し、下りホーム反対側の切欠1線には伊賀市（旧上野市）の市街地を経て伊賀神戸駅に向かう伊賀鉄道伊賀線が発着する。忍者で有名な伊賀市の中心は伊賀鉄道の上野市駅付近一帯である。そこに上野城があるが、この駅の少し先から見える。
伊賀上野駅を出ると、並走する大和街道は国道163号に変わり、柘植川も木津川に変わる。しばらく平地を走り、単式2面2線の島ケ原駅からは山間地へと入る。車窓から、この区間最大の見所である、木津川の渓谷美を見ることができるが、大雨が降るとしばしば不通となり、保安上のネックにもなっている。京都府南山城村に入り、単式2面2線の月ケ瀬口駅となる。月ヶ瀬梅林への最寄り駅で梅の花見の時期は多くの客で賑わう。南山城村役場に近い単式2面2線の大河原駅を過ぎ、笠置町に入り、桜と渓谷美で有名な島式1面2線の笠置駅となる。木津川市に入ると、加茂駅に到着する。加茂駅は島式2面3線の橋上駅で、天王寺・大阪方面への大和路快速または奈良方面への普通列車と接続している。亀山方面からの気動車は基本的に中線から発着する。中線は両側をホームに挟まれており、奈良・天王寺・大阪方面の電車と同一ホームで対面乗り換え可能である。

### 加茂駅 - JR難波駅間（大和路線）

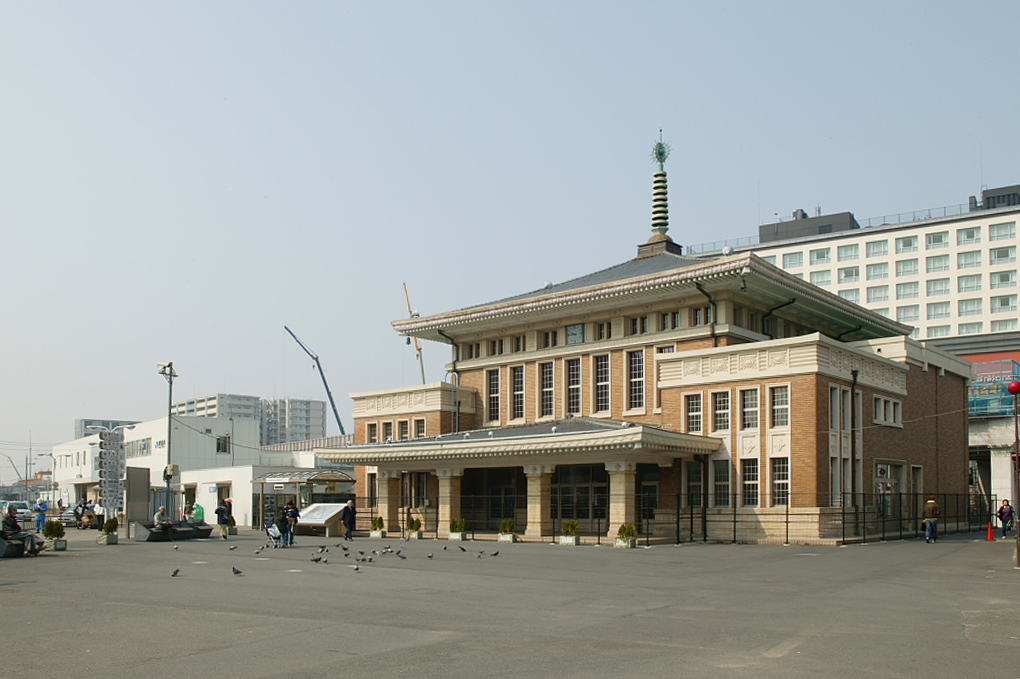
保存された旧奈良駅舎

加茂駅以西は電化区間となり、不動山トンネルを抜け木津駅に至る。この辺りには、関西鉄道が路線の買収によってネットワークを構築する過程で放棄された路線が廃線跡として残っている（歴史節を参照）。このほか、不動山トンネル付近ではトンネルの老朽化によって線路が付け替えられた旧線跡がある。加茂駅 - 木津駅間は単線だが、2004年の近畿地方交通審議会答申8号では、この区間を複線化するように答申している。木津駅は奈良線と片町線（学研都市線）が分岐し、奈良・京都・京橋方面への交通の要衝であるが、都市圏から比較的近い割に利用客はさほど多くはない。木津川市（旧木津町）の代表駅ではあるが、JRの木津駅ではなく近鉄京都線の高の原駅や木津川台駅を利用する木津川市民（旧木津町域住民）も多い。木津駅を出ると京奈和自動車道の木津インターチェンジや国道24号などを右に見ながら進み、奈良県に入ると平城山駅となる。すぐ先に佐保信号場があり吹田総合車両所奈良支所への入出区線が分岐する。奈良市北部の新興地域を行くこのあたりは、新しい住宅地と古墳群が同居している。次の奈良駅では桜井線（万葉まほろば線）が分岐する。また奈良線の列車もすべて奈良駅まで運転される。奈良駅付近は高架化の際に、寺社風建築で有名な旧奈良駅舎の撤去が検討されたが、現地付近に保存されることとなった。奈良駅は主要観光地や官公庁・ビジネス街などへのアクセスなどにおいて、近鉄奈良駅や新大宮駅に対して劣勢に立ち、JRの京都・大阪方面への競争力も本数面で近鉄より低いため、利用者は近鉄より少ない。駅周辺は高架化工事の前後から再開発工事が進められて、西口にも駅前広場やバスターミナルが設置されている。
奈良駅 - 王寺駅間では、斑鳩の法隆寺付近を通る。奈良を出て、しばらく奈良盆地の中を進むと大和郡山市に入り、2面2線の郡山駅となる。大和郡山市役所や郡山城跡など市の中心部は近鉄の近鉄郡山駅が近い。住宅地と田畑と金魚の飼育のための池を見ながら、近鉄橿原線を潜って進むと大和小泉駅。次の法隆寺駅は斑鳩町の中心駅で、2面2線の橋上駅となっている。法隆寺はこの駅からかなり離れたところに位置する。法隆寺を出ると奈良盆地南部の田畑の中を真っ直ぐに走る。大和川を渡って近鉄田原本線を潜ると、左手から和歌山線が合流し、国道25号を潜り王寺駅となる。この駅は和歌山線のほか近鉄生駒線、近鉄田原本線が集結する奈良県西部の交通の要衝となっており、利用者も多い。

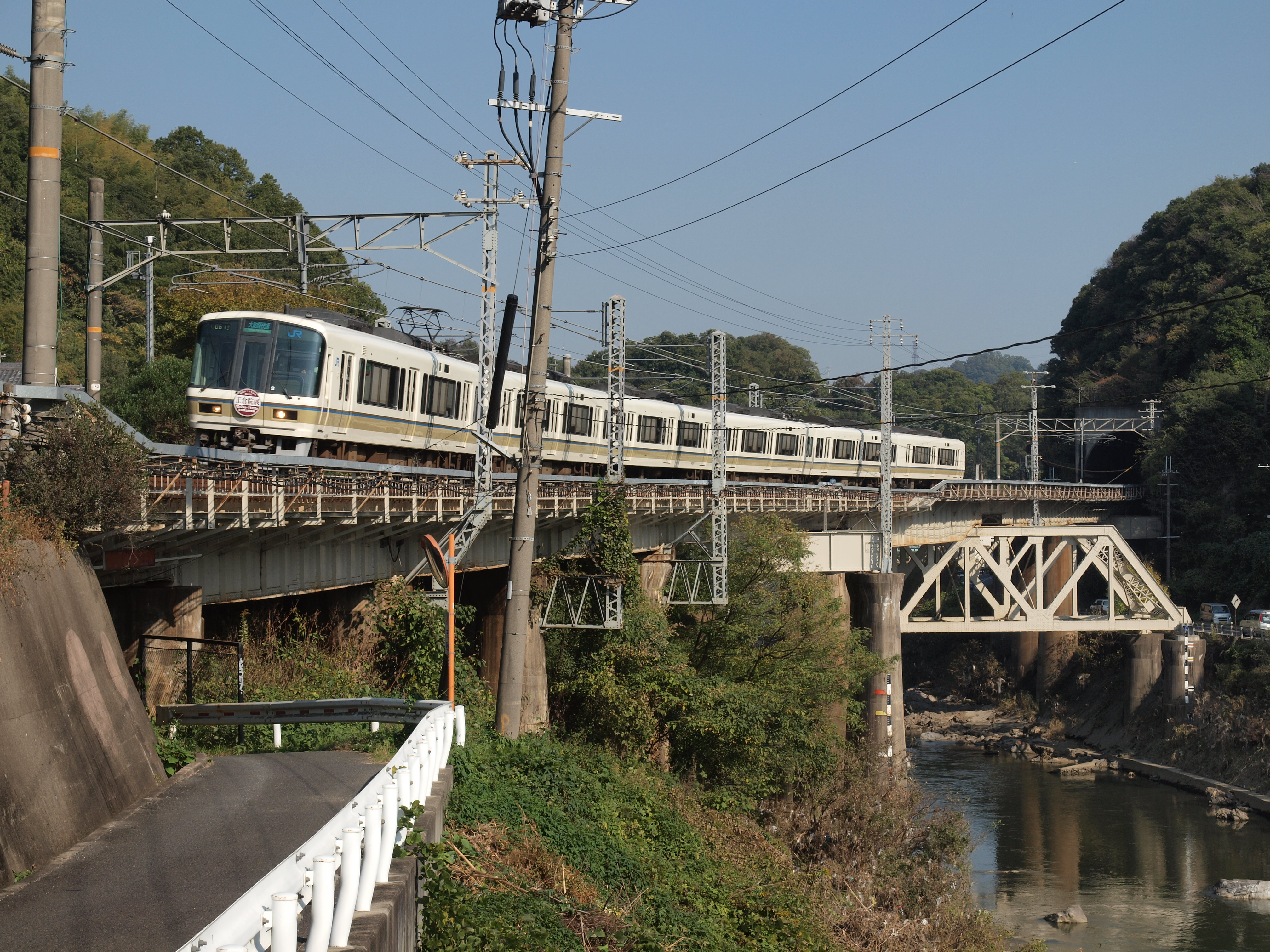
第四大和川橋梁（大阪府柏原市）を渡る大和路快速

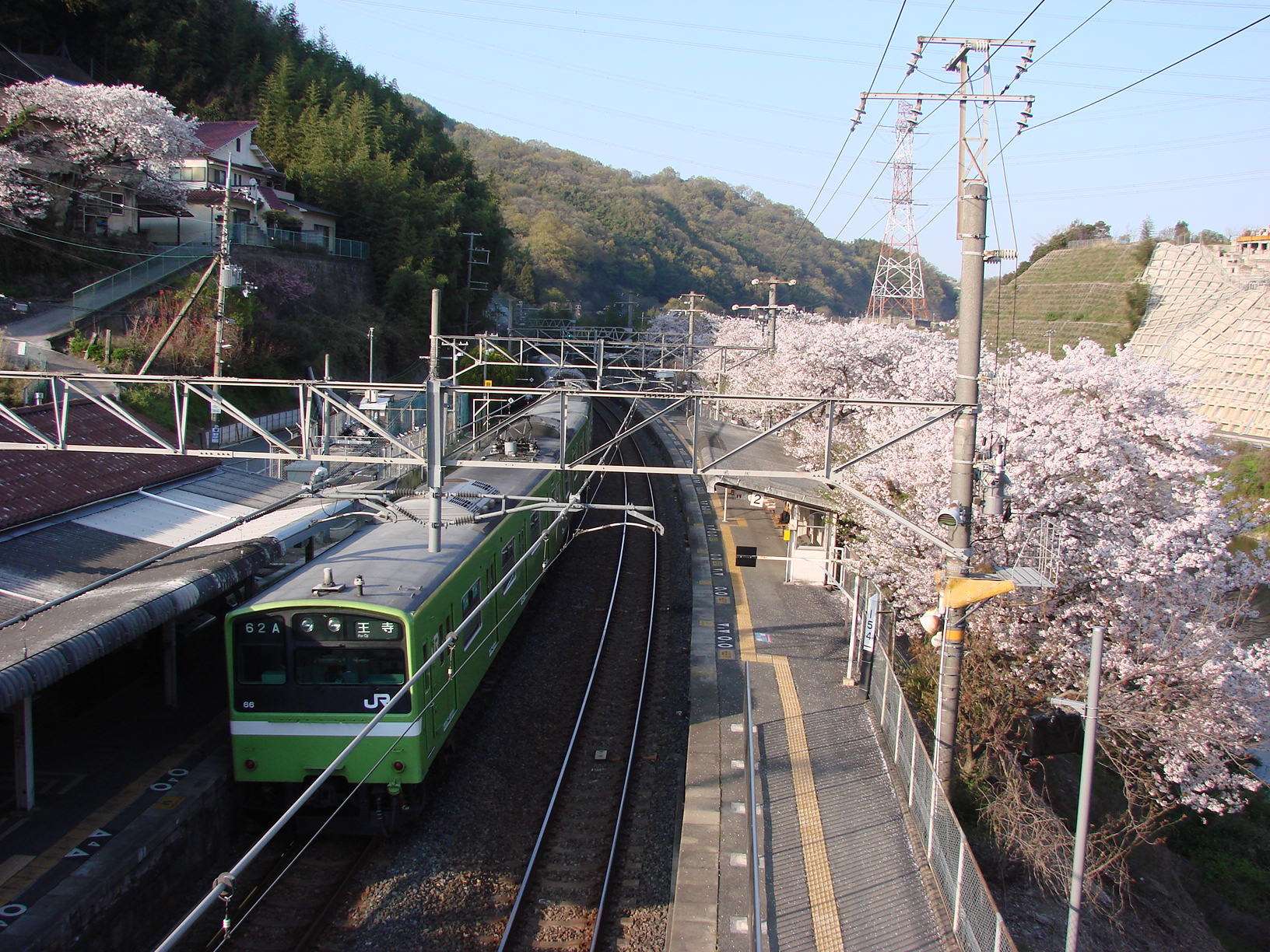
桜が満開の河内堅上駅

王寺駅 - 柏原駅間は大和川に沿って走る。この区間は地すべりの多発地帯であり、1932年にはこの区間の亀ノ瀬トンネルが変形して使用不能となり、経路変更によって、2箇所の橋梁で大和川の南岸に迂回する不自然な線形になった。柏原からは大阪平野を走る。周囲はすっかり都市化し、住宅やマンションの立ち並ぶ車窓となる。王寺駅を出て、大和川を渡ると三郷町の中心駅で、竜田大社の最寄り駅三郷駅。この先、国道25号も併走して大阪府柏原市に入り、2面2線の河内堅上駅となる。春になると多くのカメラマンが同駅構内の桜の撮影に訪れる。河内堅上駅を出て右左にカーブして大和川を渡り、高井田駅。高井田駅を出ると右手には山が迫り、近鉄大阪線を潜ると、左手には国道25号と大和川が並行する。しばらくこの隘路を進むと、近鉄線が右手に離れ柏原駅となる。2面4線の構造で近鉄道明寺線も発着している。王寺駅からカーブを縫うように走ってきた線路は柏原駅を過ぎると直線区間が多くなり、100 km/h前後の制限を強いられて走ってきた221系電車で運転の大和路快速はここから一気に最高速度の120 km/hへと加速する。八尾市に入り、国道170号（大阪外環状線）の高架橋を潜るとすぐに志紀駅、その後線路はほぼ真っ直ぐ進み、2面2線の八尾駅となる。八尾市の中心駅ではあるが、八尾市中心部からはやや外れている。約1 kmほど北に近鉄の近鉄八尾駅があり、周辺は大型商業施設や銀行のある商店街となって栄えているうえ、バス路線との乗り換えにおいても近鉄の方が便利なので、JRの八尾駅の利用者は近鉄八尾駅よりは多くない。八尾駅を出ると、竜華操車場跡の北側に沿い、緩やかにカーブしている。やがておおさか東線と接続する久宝寺駅となる。この駅は2面4線の橋上駅で普通と快速の接続が行われている。かつては上下線が竜華操車場を挟んでおり、上下線ホームはかなり離れていたが、竜華操車場廃止後の1997年に下り線が上り線側に移設された。その後に行われた区画整理事業で操車場や旧下り線の跡形はあまりわからなくなっている。近畿自動車道と大阪中央環状線を潜ったあたりで大阪市平野区に入り、大阪市に入って加美駅の手前で、おおさか東線が右手に分かれる。左手には2009年に廃止された阪和貨物線跡が見える。加美を出て、右手から城東貨物線の単線が並走する。ここからJR貨物の百済貨物ターミナル駅の間は貨物列車が走る。城東貨物線は関西本線上り線（名古屋方面）に接続するため、貨物列車は上下列車とも関西本線の上り線を走行する状態が長く続いていた。しかし2010年の線路付け替え工事によって、貨物線は分離された。平野川を渡ると平野駅。平野駅はホーム2面4線の待避可能駅だが、下り線（JR難波方面）の通過線にはホームがない。平野駅を過ぎ、国道479号（内環状線）を乗り越え、百済貨物ターミナル駅を見ながら高架を駆け上がる。今里筋を乗り越えると東部市場前駅。近鉄南大阪線の高架を望みながら進み、高架の阪和線を潜り、大阪環状線が右から合流すると天王寺駅に到着する。天王寺駅は大阪環状線・阪和線と接続するほか、大阪市営地下鉄御堂筋線と谷町線そして、あびこ筋を挟んで南側には近鉄南大阪線と阪堺電気軌道上町線もあり、日本国内有数の一大ターミナルとなっている。
天王寺駅から今宮駅までの間は大阪環状線と並行している。天王寺駅を出ると、阪神高速14号松原線を潜り、阪堺電気軌道阪堺線と堺筋を乗り越えて新今宮駅に至る。同駅では関西本線と大阪環状線とを同じホームで乗り換えられるような構造となっているほか、南海本線や阪堺電気軌道とも連絡しており、JR難波寄りの階段を上がって改札を出ればすぐに南海の改札がある。また新今宮駅の前後には渡り線があり、関西本線や阪和線の大阪方面直通列車は同駅付近で大阪環状線に転線する。次の今宮駅も関西本線・大阪環状線ともに高架駅となっており、関西本線下りホームと大阪環状線外回りホームと同一平面上で乗り換えができる。今宮駅を出ると右にカーブしながら高架から地下へ下り、関西本線唯一の地下トンネルである「なにわトンネル」となり、終着駅のJR難波駅に至る。JR難波駅はかつて「湊町駅」と称していたが、関西国際空港の開港にあわせ1994年に改称され、1996年には地下化された。駅は島式2面4線ホームの地下駅で、なにわ筋線計画に対応し通過駅としての設計構造となっているほか、1番線と4番線の奥には引上線が設置されている。なお、地下化に伴い全面的に改築されたこともあって、かつて長距離列車が発着したころの面影はない。この駅では大阪市営地下鉄千日前線や御堂筋線・四つ橋線、近鉄、阪神、南海と連絡しているが、やや離れている。駅の直上は大阪シティエアターミナル (OCAT) があり、大阪国際空港や関西国際空港へのリムジンバスや各地への高速バスのターミナルとして機能している。ただ、南海難波駅からは相当の距離があり、乗り換えには15分以上を要するので、南海との乗り換えはむしろ新今宮駅の方が便利である。なにわトンネルの地上部（地下化以前の線路跡）は難波塩草敷津公園と称する都市公園となっているほか、駅周辺はミナミの繁華街からは少し外れているものの、超高層マンションやビルが林立するなど再開発が急速に進展している。

## 運行形態

### 地域輸送
現在、全区間を通して走る列車はなく、JR東海が管轄する名古屋駅 - 亀山駅間、JR西日本の非電化区間である亀山駅 - 加茂駅間、同社の電化区間である加茂駅 - JR難波駅間の3区間に分かれている。

#### 名古屋駅 - 亀山駅間（JR東海）
この区間では各駅に停車する普通列車、線内のみ運転の快速、ラッシュ時のみの区間快速に加え、河原田駅から伊勢鉄道伊勢線・紀勢本線・参宮線に直通する快速「みえ」が運転されている。四日市駅 - 河原田駅ではこのほかに伊勢鉄道の車両による伊勢鉄道伊勢線直通の普通列車がある。「みえ」以外の列車は昼間を中心にワンマン運転（列車番号の末尾がGの列車）が行われている。かつて、快速はラッシュ時のみに運転されていたが、2009年3月のダイヤ改正で名古屋駅 - 亀山駅間に桑名と四日市駅以南の各駅に停車する快速が昼間時間帯に新設され、従来の蟹江駅・弥富駅と桑名駅以南の各駅に停車する快速は区間快速に改称された。また、区間快速は2022年3月12日のダイヤ改正で八田駅と春田駅にも停車するようになり、通過駅は永和駅と長島駅のみとなった。
なお、ワンマン運転の場合において無人駅（弥富駅以東にある集中旅客サービスシステム導入済みの無人駅を除く）あるいは日中有人駅（=早朝夜間および日中の窓口閉鎖時間帯）では原則車内精算を行う。ただし2021年2月1日以降名古屋駅 - 弥富駅については全ての駅に自動改札機が設置されているため車内精算を行わず駅で収受する。

#### 亀山駅 - 加茂駅間（JR西日本）
亀山駅 - 加茂駅間は閑散区間で、ワンマン運転の普通列車のみが運転されている。使用車両は1993年8月1日からキハ120系気動車が使用されており、この線区で使用されているものは紫で塗装されている。かつては奈良方面など他区間と直通する列車もあったが、2001年3月以降はすべてこの区間内の運転となっている。なお、ワンマン運転の場合における無人駅あるいは日中有人駅（=早朝夜間および日中の窓口閉鎖時間帯）では原則車内精算を行う。
この区間は関西本線の中ではほかの区間と比べて運転本数は少なく、全線通しの列車はほぼ1時間に1本の運行である。ただし伊賀上野駅 - 加茂駅間は朝と夕方から夜間にかけて区間列車の設定がある（2001年3月2日までは昼間時も伊賀上野駅 - 加茂駅間の区間列車の設定があった）。ただし、全駅で交換が可能とはいえこの区間は全線単線であるため、運転間隔は昼間の一部時間帯を除き等間隔ではない。このほか、柘植駅で夜間滞泊を行い翌朝加茂駅へ折り返す加茂駅 - 柘植駅間の区間列車と、深夜に亀山発伊賀上野行きの区間列車（翌朝に伊賀上野発加茂行きとして運行）がそれぞれ設定されている。
2001年3月から、線路保守点検による作業時間の確保のため、毎年7月から9月を除いて月1回土曜日の昼間時間帯の列車が運休していた（バスなどによる代行輸送も行われなかった）が、2011年3月12日のダイヤ改正以降は運休は取りやめとなっている。
全列車が柘植駅で草津線の草津きまたは京都行きと、加茂駅で大和路線の大和路快速などの快速列車または普通列車と相互接続するダイヤになっている。一方で亀山駅での名古屋方面行きの列車との接続はある程度図られているが、接続時間にばらつきがある。日中は名古屋方面へ乗り継ぐ場合は20分程度の接続時間を要する（加茂方面へは10分以内で接続している）。2009年3月14日のダイヤ改正時には40分 - 50分程度の接続時間が発生していたが、2012年3月17日のダイヤ改正で改善された。

#### 加茂駅 - JR難波駅間（JR西日本）
加茂駅 - JR難波駅間は、各駅に停車する普通と、加茂駅 - JR難波駅間に快速、加茂駅 - 大阪環状線間に大和路快速・区間快速が運転されている。ほかに和歌山線・桜井線 - JR難波方面の直通列車もある。木津駅 - 奈良駅間には奈良線・片町線（学研都市線）の列車も乗り入れている。また、奈良駅 - 久宝寺駅間にはおおさか東線に乗り入れる直通快速が、朝夕に奈良駅 - 大阪駅間で運転されている。また、早朝にはJR難波・王寺方面から奈良駅経由で京都行きの直通列車が運転されており（その逆の京都発奈良・王寺経由のJR難波行きはない）、夕方以降も時刻表には記載がないものの先述の区間を双方向に直通する列車が数本運転されている。

### 優等列車
名古屋駅 - 河原田駅間を名古屋駅 - 紀伊勝浦駅間（伊勢鉄道経由）運転の特急「南紀」が通る。かつては河原田駅 - 湊町駅（現在のJR難波駅）間にも東京駅 - 湊町駅・和歌山市駅間の夜行急行「大和」を始め、名古屋駅 - 湊町駅・南紀方面や京都駅 - 伊勢方面などを結ぶ多数の優等列車が運行されていた。1965年3月1日から1967年10月1日のダイヤ改正までの短期間だが、関西本線名古屋駅 - 八尾駅間を経由する特急「あすか」が設定されていたこともある。しかし2006年3月18日のダイヤ改正で急行「かすが」が廃止されたのを最後に（廃止時の運転区間は名古屋駅 - 奈良駅間）、事実上大阪環状線と重複している天王寺駅 - 今宮駅間を除き、河原田駅 - JR難波駅間で定期運転の特急・急行列車は設定されていなかった。
急行「かすが」廃止以降は、2010年4月 - 6月の土・日曜日に運転された臨時特急「まほろば」があり、新大阪駅発で天王寺駅から関西本線に乗り入れて奈良駅まで運転されていた（関西本線内は途中、王寺駅・法隆寺駅に停車）。また、おおさか東線の全通後の2019年11月2日より同名の列車が指定日に運転されており、大阪駅（2022年までは新大阪駅）からおおさか東線を経由し久宝寺駅 - 奈良駅間で関西本線に乗り入れている（設定当初はノンストップであったが、2023年10月-12月の運転では途中、新大阪駅・法隆寺駅に停車）。2025年3月15日ダイヤ改正より、土休日に運行する定期列車に変更された。
2024年3月16日のダイヤ改正より、平日の朝夕に新大阪駅 - 奈良駅間（天王寺経由）で通勤特急「らくラクやまと」が1往復運行されている。

### 貨物列車
貨物列車は、名古屋駅 - 南四日市駅間および貨物支線の四日市駅 - 塩浜駅間、平野駅 - 百済貨物ターミナル駅間で運行されている。そのうち平野駅 - 百済貨物ターミナル駅間で運行されているものは「城東貨物線」を参照。
コンテナ車のみで編成された高速貨物列車は名古屋貨物ターミナル駅 - 四日市駅間で1日3往復運行されているほか、石油輸送タンク車を牽引する専用貨物列車が運転される。また四日市駅・塩浜駅 - 稲沢駅（ - 南松本駅）間にはタキ1000形貨車のみで編成された高速貨物列車が運行されている。三岐鉄道三岐線 - 富田駅 - 四日市駅間では日本全国で唯一のセメント輸送が行われている。このほか、かつては化学薬品輸送タンク車を牽引する専用貨物列車や四日市駅 - 塩浜駅・南四日市駅間と稲沢駅から伊勢鉄道伊勢線経由で紀勢本線鵜殿駅までのコンテナ列車の運行もあり、鵜殿駅までのコンテナ列車については末期は1日1往復が設定されていた。
牽引機はDF200形ディーゼル機関車である。直通先に四日市駅 - 塩浜駅間の貨物支線といった電化されていない路線があるため、電気機関車は使用されない。

## 使用車両
関西本線内で使用されている車両の定期運用区間は以下の通り。

### 現在の車両
- JR東海
  - 電車
    - 313系：名古屋駅 - 亀山駅間
    - 315系：名古屋駅 - 亀山駅間

  - 気動車
    - キハ75形：名古屋駅 - 河原田駅間で快速「みえ」（過去には名古屋駅 - 奈良駅間の急行「かすが」にも充当されていた）
    - HC85系：名古屋駅 - 河原田駅間で特急「南紀」
- 伊勢鉄道
  - 気動車
    - イセIII型：四日市駅 - 河原田駅間
- JR西日本
  - 気動車
    - キハ120形：亀山駅 - 加茂駅間（過去には最大1日2往復が奈良駅まで乗り入れていた）

  - 電車
    - 205系：木津駅 - 奈良駅間
    - 207系：木津駅 - 奈良駅間 [注 7]
    - 321系：木津駅 - 奈良駅間 [注 7]
    - 221系：加茂駅 - JR難波駅間
    - 287系：奈良駅 - 今宮駅間で特急「らくラクやまと」
    - 683系：奈良駅 - 久宝寺駅間で特急「まほろば」[42][43]
- JR貨物
  - 電気機関車
    - EF66形：平野駅 - 百済貨物ターミナル駅間
    - EF210形：平野駅 - 百済貨物ターミナル駅間
    - EF510形：平野駅 - 百済貨物ターミナル駅間

  - ディーゼル機関車
    - DD200形：名古屋駅 - 四日市駅間
    - DF200形：名古屋駅 - 四日市駅・塩浜駅間

  - 貨車
    - コキ100系コンテナ貨車：名古屋駅 - 四日市駅間、平野駅 - 百済貨物ターミナル駅間[要出典]
    - コキ200形コンテナ貨車：名古屋駅 - 四日市駅間

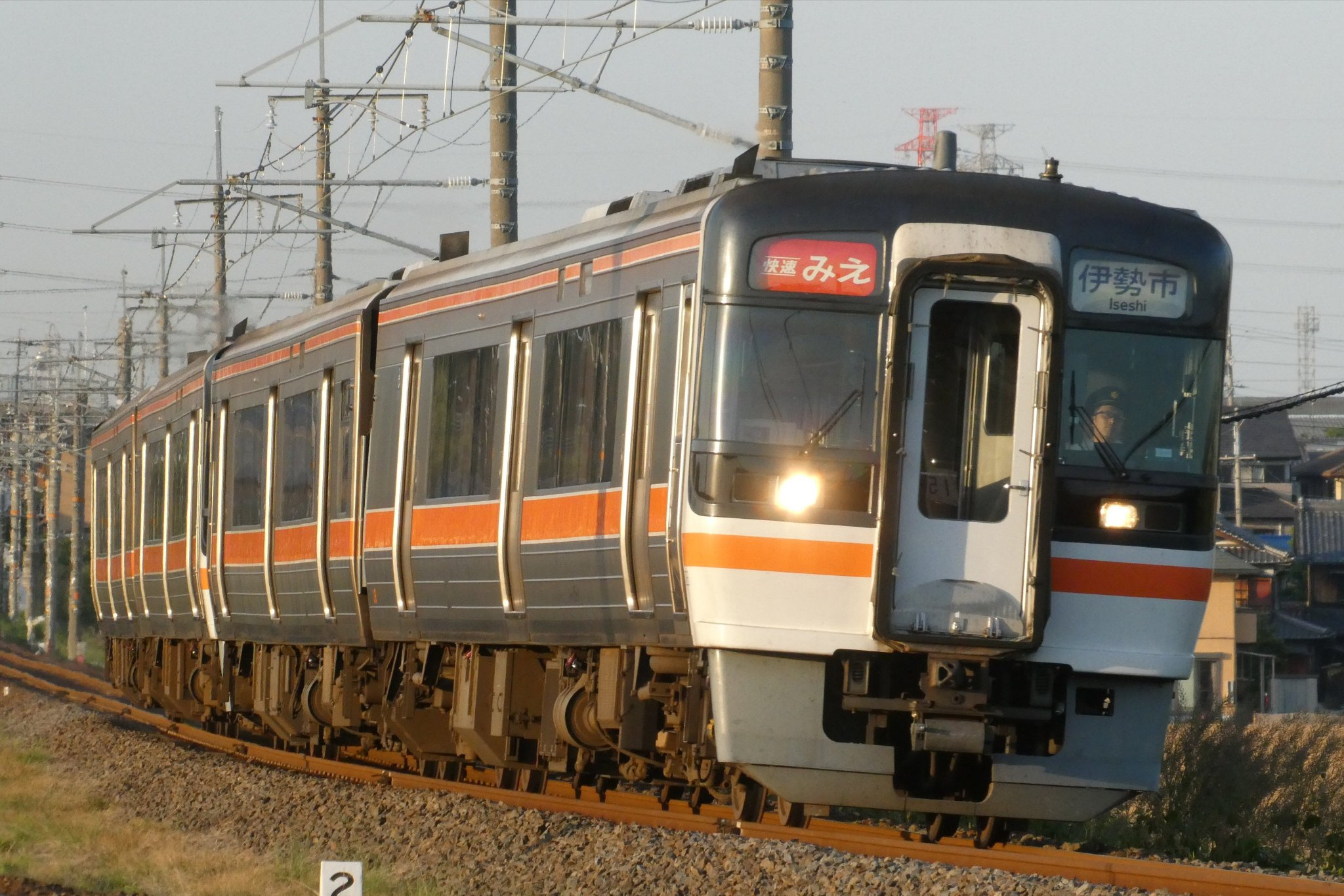
JR東海キハ75形
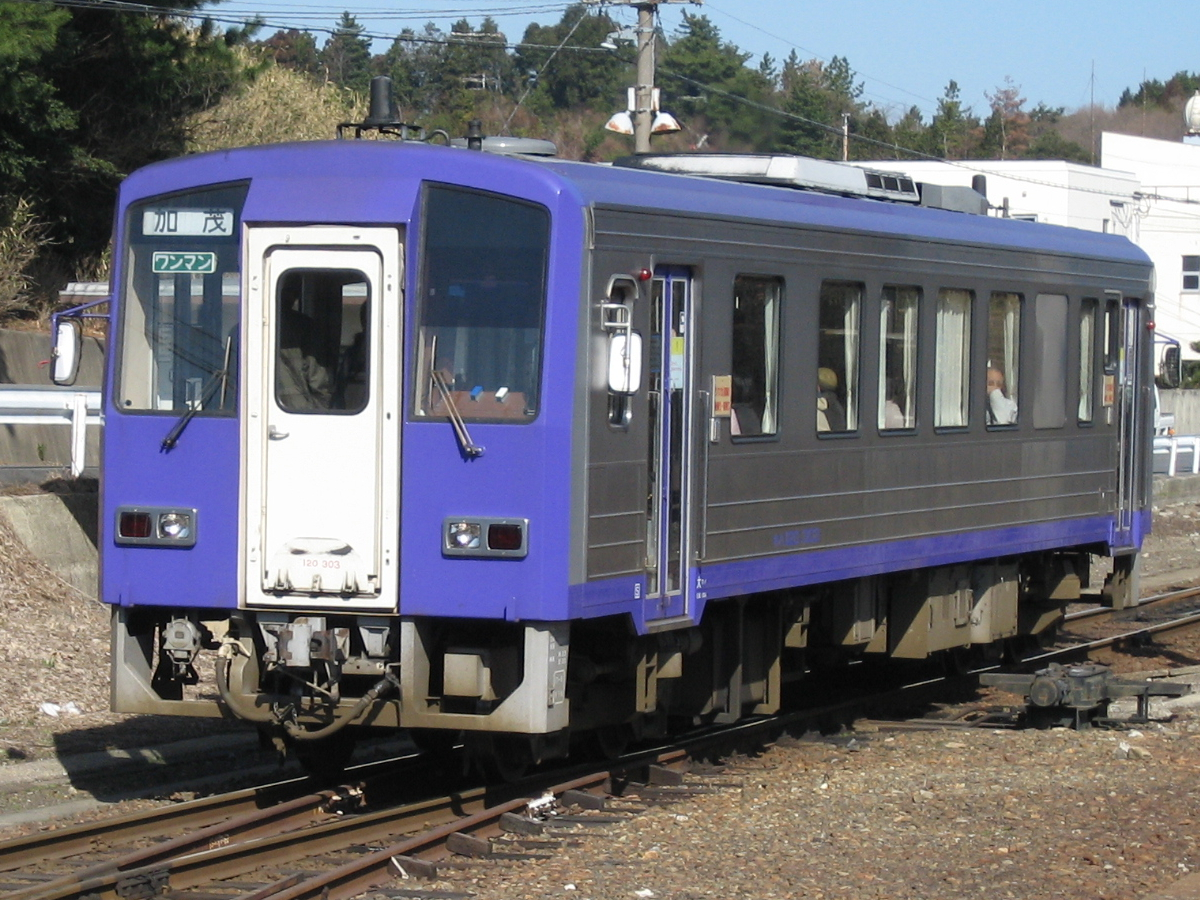
JR西日本キハ120形

### 過去の車両

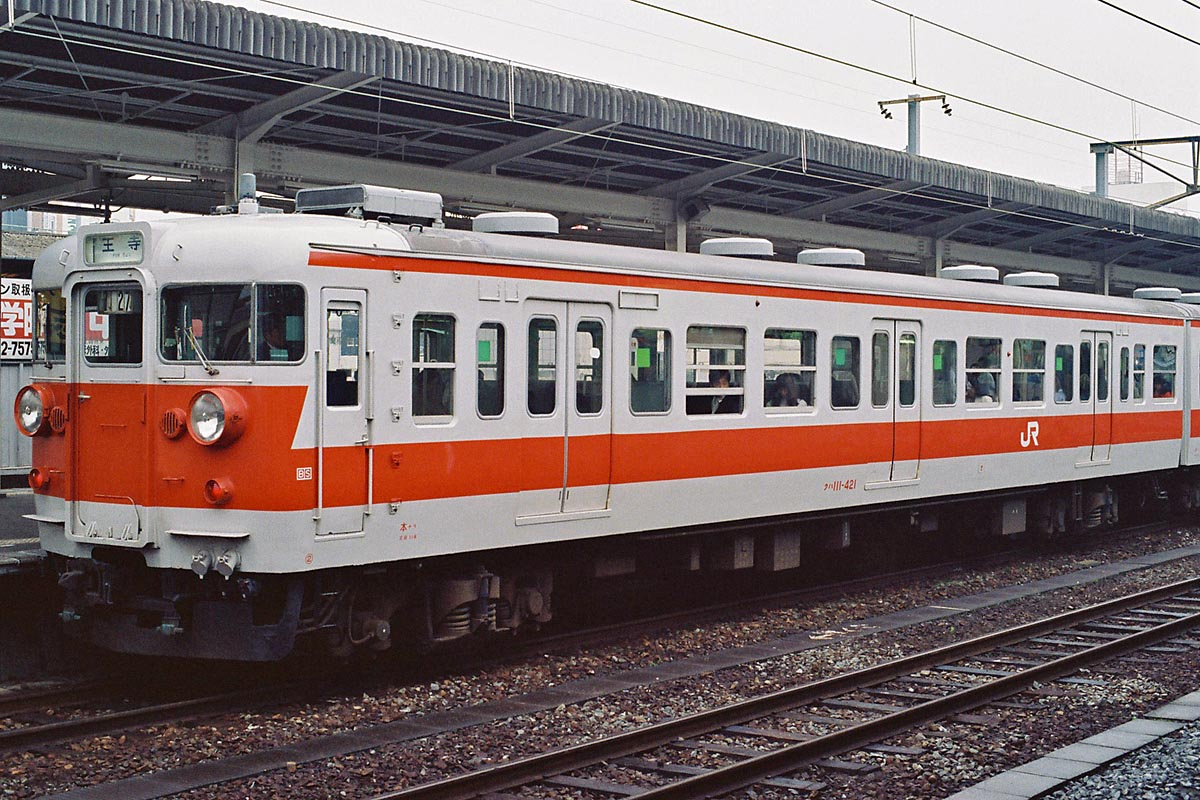
JR西日本113系関西本線色

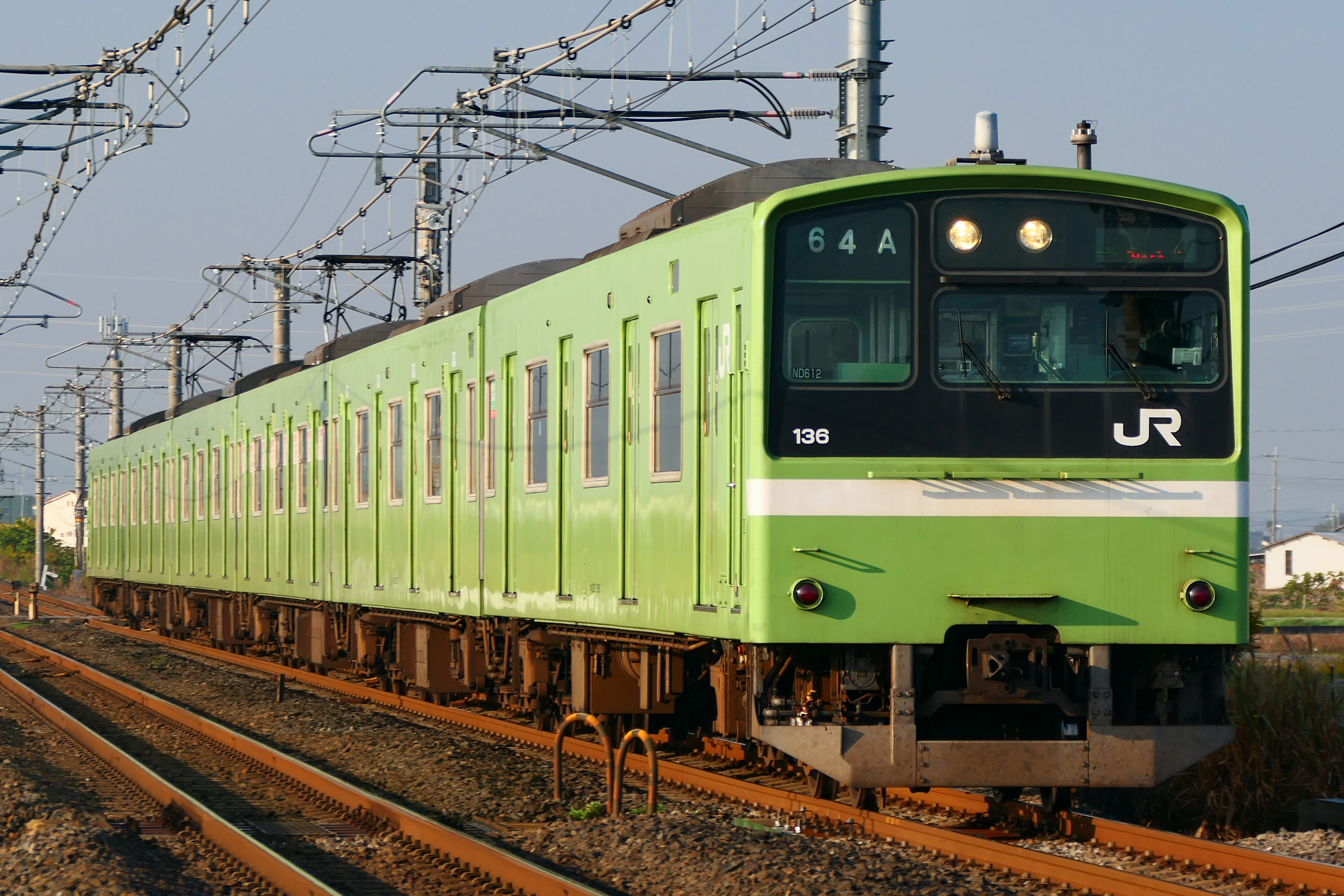
JR西日本201系

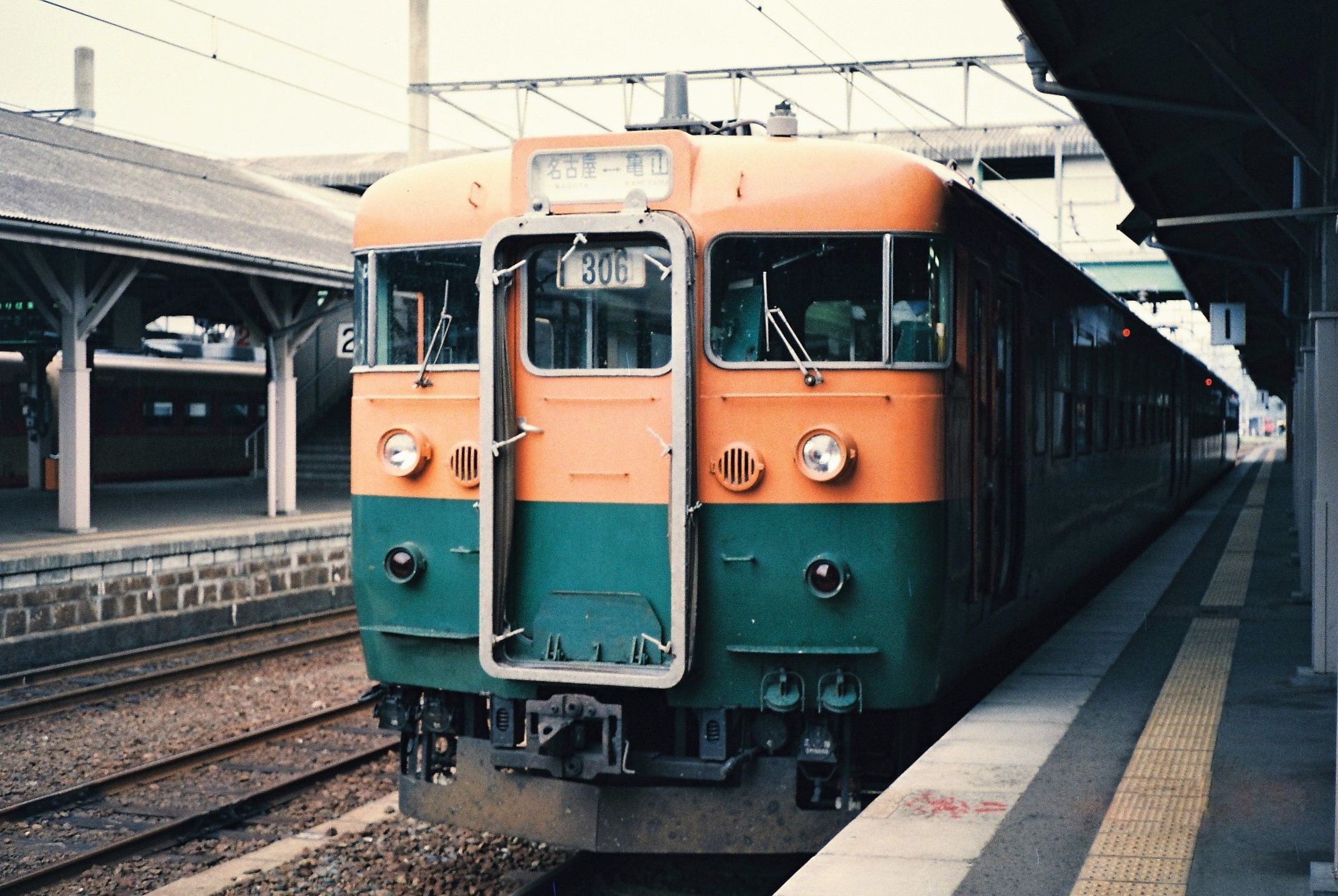
JR東海165系

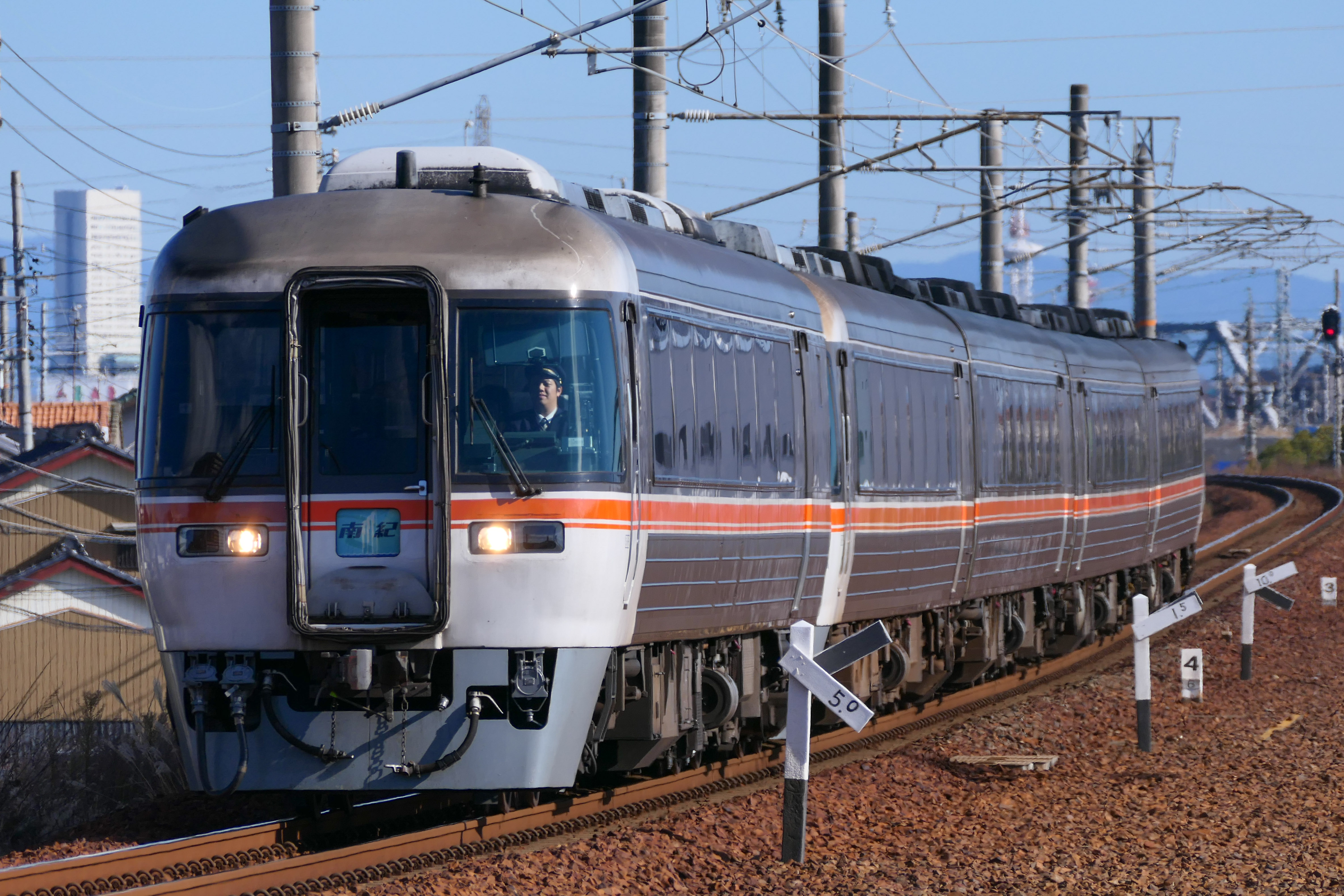
JR東海キハ85形

過去に使用されていた車両の運用区間は以下の通り（駅名および車両形式は運行当時のもの。湊町駅は現在のJR難波駅）。
気動車
- キハ17形：名古屋駅 - 湊町駅間
- キハ35系：名古屋駅 - 湊町駅間
- キロハ18形：名古屋駅 - 湊町駅間で準急
- キハ50形：名古屋駅 - 湊町駅間で準急
- キハ51形：名古屋駅 - 湊町駅間で準急「かすが」
- キハ55系：名古屋駅 - 湊町駅間で準急「かすが」など
- キハ58系：名古屋駅 - 湊町駅間で急行など。JR移行後は名古屋駅 - 奈良駅間の急行「かすが」、亀山駅 - 奈良駅間の普通
- キハ65形：名古屋駅 - 奈良駅間で急行「かすが」
- キハ81系：名古屋駅 - 河原田駅間で特急「くろしお」
- キハ82系：名古屋駅 - 久宝寺駅 - 杉本町駅間で特急「あすか」および、名古屋駅 - 河原田駅間で特急「くろしお」、のちに特急「南紀」
- キハ85系：名古屋駅 - 河原田駅間で特急「南紀」
- 伊勢鉄道イセI型：四日市駅 - 河原田駅間
- 伊勢鉄道イセII型：四日市駅 - 河原田駅間

電車
- 101系：奈良駅 - 湊町駅間
- 201系：加茂駅 - JR難波駅間
- 103系：名古屋駅 - 亀山駅間、加茂駅 - JR難波駅間
- 113系：名古屋駅 - 亀山駅間、加茂駅 - 湊町駅間
- 165系：名古屋駅 - 亀山駅間
- 211系：名古屋駅 - 亀山駅間
- 213系：名古屋駅 - 亀山駅間
- 223系：天王寺駅 - JR難波駅間で関空快速、奈良駅 - 久宝寺駅間で直通快速
- 381系：加茂駅 - JR難波駅間の「やまとじライナー」

電気機関車
- EF65形：平野駅 - 百済貨物ターミナル駅間

ディーゼル機関車
- DD51形：名古屋駅 - 四日市駅・塩浜駅間
- DE10形：名古屋駅 - 四日市駅間

客車
- スハ32系 - マロネフ29、オロ35など：名古屋駅 - 湊町駅間で急行「大和」、名古屋駅 - 亀山駅間で急行「伊勢」
- オハ35系 - スロハ32、スハニ32など：名古屋駅 - 湊町駅間で準急・急行「大和」
- スハ43系 - スハ43、スロ53、スロ54、オハ46など：名古屋駅 - 湊町駅間で準急・急行「大和」、名古屋駅 - 亀山駅間で急行「紀伊」「伊勢」
- 10系：名古屋駅 - 湊町駅間で急行「大和」「紀伊」と名古屋駅 - 亀山駅間の急行「伊勢」「那智」
- 14系：名古屋駅 - 亀山駅間で寝台特急「紀伊」

貨車
- コキ50000形コンテナ貨車：名古屋駅 - 南四日市駅間、平野駅 - 百済貨物ターミナル駅間

## 利用状況

### 平均通過人員・旅客運輸収入
各年度の平均通過人員、旅客運輸収入は以下のとおりである。なお、JR難波駅は1994年（平成6年）9月3日まで湊町駅。
| 年度                   | 平均通過人員（人/日）        | 平均通過人員（人/日）         | 平均通過人員（人/日）         | 平均通過人員（人/日）         | 旅客運輸収入（百万円）       | 旅客運輸収入（百万円）         | 出典          |
| 年度                   | JR東海区間 （名古屋 - 亀山） | JR西日本区間（亀山 - JR難波） | JR西日本区間（亀山 - JR難波） | JR西日本区間（亀山 - JR難波） | JR東海区間 （名古屋 - 亀山） | JR西日本区間 （亀山 - JR難波） | 出典          |
| 年度                   | JR東海区間 （名古屋 - 亀山） | 亀山 - 加茂                   | 加茂 - 王寺                   | 王寺 - JR難波                 | JR東海区間 （名古屋 - 亀山） | JR西日本区間 （亀山 - JR難波） | 出典          |
| ---------------------- | ---------------------------- | ----------------------------- | ----------------------------- | ----------------------------- | ---------------------------- | ------------------------------ | ------------- |
| 1987年度（昭和62年度） |                              | 29,541                        | 29,541                        | 29,541                        |                              |                                | [ 45 ]        |
| 2012年度（平成24年度） | 13,579                       |                               |                               |                               |                              |                                | [ 46 ]        |
| 2013年度（平成25年度） | 14,037                       | 33,327                        | 33,327                        | 33,327                        |                              | 13,008                         | [ 47 ] [ 45 ] |
| 2013年度（平成25年度） | 14,037                       | 1,337                         | 69,464                        | 69,464                        |                              | 13,008                         | [ 47 ] [ 45 ] |
| 2014年度（平成26年度） | 13,701                       | 32,779                        | 32,779                        | 32,779                        |                              | 13,078                         | [ 48 ] [ 49 ] |
| 2014年度（平成26年度） | 13,701                       | 1,265                         | 68,377                        | 68,377                        |                              | 13,078                         | [ 48 ] [ 49 ] |
| 2015年度（平成27年度） | 13,789                       | 33,044                        | 33,044                        | 33,044                        |                              | 13,133                         | [ 50 ] [ 51 ] |
| 2015年度（平成27年度） | 13,789                       | 1,267                         | 68,941                        | 68,941                        |                              | 13,133                         | [ 50 ] [ 51 ] |
| 2016年度（平成28年度） | 13,983                       | 33,032                        | 33,032                        | 33,032                        |                              | 13,125                         | [ 52 ] [ 53 ] |
| 2016年度（平成28年度） | 13,983                       | 1,257                         | 68,925                        | 68,925                        |                              | 13,125                         | [ 52 ] [ 53 ] |
| 2017年度（平成29年度） | 14,290                       | 33,030                        | 33,030                        | 33,030                        |                              | 13,138                         | [ 54 ] [ 55 ] |
| 2017年度（平成29年度） | 14,290                       | 1,162                         | 69,030                        | 69,030                        |                              | 13,138                         | [ 54 ] [ 55 ] |
| 2018年度（平成30年度） | 14,249                       | 32,788                        | 32,788                        | 32,788                        |                              | 12,972                         | [ 56 ] [ 57 ] |
| 2018年度（平成30年度） | 14,249                       | 1,101                         | 68,582                        | 68,582                        |                              | 12,972                         | [ 56 ] [ 57 ] |
| 2019年度（令和元年度） | 14,252                       | 32,529                        | 32,529                        | 32,529                        |                              | 12,871                         | [ 58 ] [ 59 ] |
| 2019年度（令和元年度） | 14,252                       | 1,090                         | 68,043                        | 68,043                        |                              | 12,871                         | [ 58 ] [ 59 ] |
| 2020年度（令和02年度） | 9,560                        | 24,724                        | 24,724                        | 24,724                        |                              | 9,018                          | [ 60 ] [ 61 ] |
| 2020年度（令和02年度） | 9,560                        | 722                           | 20,776                        | 86,298                        |                              | 9,018                          | [ 60 ] [ 61 ] |
| 2021年度（令和03年度） | 10,257                       | 25,218                        | 25,218                        | 25,218                        |                              | 9,519                          | [ 62 ] [ 63 ] |
| 2021年度（令和03年度） | 10,257                       | 766                           | 21,764                        | 87,314                        |                              | 9,519                          | [ 62 ] [ 63 ] |
| 2022年度（令和04年度） |                              | 27,218                        | 27,218                        | 27,218                        |                              | 10,702                         | [ 64 ]        |
| 2022年度（令和04年度） | 864                          | 23,788                        | 93,818                        |                               |                              | 10,702                         | [ 64 ]        |
| 2023年度（令和05年度） |                              | 28,691                        | 28,691                        | 28,691                        |                              |                                | [ 65 ]        |
| 2023年度（令和05年度） | 942                          | 25,700                        | 98,130                        |                               |                              |                                | [ 65 ]        |

### 収支・営業系数
2019年度（令和元年度）の平均通過人員が2,000人/日未満の線区（亀山駅 - 加茂駅間）における各3か年平均の収支（運輸収入、営業費用、営業損益）、営業係数、収支率は以下のとおりである。▲はマイナスを意味する。
| 年度                                       | 収支（億円） | 収支（億円） | 収支（億円） | 営業 係数 （円） | 収支率 | 出典   |
| 年度                                       | 運輸 収入    | 営業 費用    | 営業 損益    | 営業 係数 （円） | 収支率 | 出典   |
| ------------------------------------------ | ------------ | ------------ | ------------ | ---------------- | ------ | ------ |
| 2017 - 2019年度（平成29 - 令和元年度）平均 | 2.5          | 17.1         | ▲14.6        | 685              | 14.6%  | [ 66 ] |
| 2018 - 2020年度（平成30 - 令和2年度）平均  | 2.1          | 17.8         | ▲15.7        | 843              | 11.9%  | [ 66 ] |
| 2019 - 2021年度（令和元 - 3年度）平均      | 1.8          | 18.0         | ▲16.2        | 990              | 10.1%  | [ 67 ] |
| 2020 - 2022年度（令和2 - 4年度）平均       | 1.7          | 17.5         | ▲15.8        | 1,046            | 9.6%   | [ 68 ] |
| 2021 - 2023年度（令和3 - 5年度）平均       | 2.0          | 18.3         | ▲16.3        | 908              | 11.0%  | [ 69 ] |

## 歴史

関西鉄道が有した路線網（1907年）

名古屋駅 - 木津駅間は関西鉄道により開業した。名古屋駅 - 柘植駅間を1895年に開通させた後、柘植駅 - 大仏駅（後に廃止）間を1898年に開通させて名古屋駅 - 奈良駅間を結んだ。同年中には加茂駅 - 新木津駅（後に廃止）間を開通させて、前年に買収した浪速鉄道の路線を経由して、大阪の網島駅（1898年 - 1913年の間、現在の京橋駅近くにあったターミナル駅） - 四条畷駅 - 名古屋駅間に直通列車を走らせた。
奈良駅 - 湊町駅（現在のJR難波駅）間は大阪鉄道により1892年に、木津駅 - 奈良駅間は奈良鉄道により1896年に開通している。関西鉄道は大仏駅 - 奈良駅間を開通させた後、1900年に大阪鉄道を買収して名阪間の本線を大仏経由に変更した。その後、奈良鉄道を買収し、1907年には勾配区間を抱えていた加茂駅 - 大仏駅 - 奈良駅間を廃止して本線を木津駅経由に変更、現在のルートが完成した（このときに加茂駅 - 新木津駅間の路線も廃止）。
その後、関西鉄道は名阪間で官設鉄道（東海道本線）と激しい競争を繰り広げ、関西鉄道は官営鉄道より20分所要時間の差をつけ、さらには記念品を配ったり運賃を5割引にしたりと派手な誘客作戦を実施した。この誘客合戦は日露戦争に突入した1904年に一旦終息し、鉄道国有法により1907年に関西鉄道が国有化されたことで終わりを告げた（詳細は「関西鉄道」を参照）。
国有化後はローカル線化していたが、大正時代に入って大阪電気軌道、参宮急行電鉄（現在の近畿日本鉄道）などの私鉄が並行して路線網を伸ばしてくると、輸送量が逼迫していた東海道本線に代わり、これらの私鉄路線に対抗する路線として注目され、近鉄に先んじて名古屋駅 - 湊町駅間に快速列車が設定された。1935年（昭和10年）12月1日のダイヤ改正では名古屋駅 - 湊町駅間に朝夕2往復の準急列車が設定され、所要時間は約3時間に短縮された。
第二次世界大戦後は準急列車として復活し（後の「かすが」）、全国に先駆けて気動車化されてスピードアップが図られるが、東海道本線が全線電化され、近鉄もスピードアップや軌間統一を実施し、さらには東海道新幹線の開業や名神高速道路・名阪国道の開通によって、関西本線は名阪間輸送の第一線から退くことを余儀なくされる（「かすが」も参照）。
長らく全線で近代化が遅れていたが、1973年に奈良駅 - 湊町駅間、1982年に名古屋駅 - 亀山駅間が電化され、近郊路線としての性格を強めていく。JR発足後、加茂駅 - JR難波駅間はアーバンネットワークの一環として輸送の改善が図られ、またJR東海も快速「みえ」を設定するなどして輸送の改善を図っている。

### 年表

#### 大阪鉄道（奈良駅 - 湊町駅間、現在の奈良駅 - JR難波駅間）
- 1888年（明治21年）3月1日：大阪鉄道に免許交付[77]。
- 1889年（明治22年）5月14日：大阪鉄道 湊町駅 - 柏原駅間（10M10C≒16.29km）が開業[78][79][80]。湊町駅（現在のJR難波駅）・天王寺駅・平野駅・八尾駅・柏原駅が開業[81]。
- 1890年（明治23年）
  - 9月11日：柏原駅 - 亀瀬仮停車場間（3M58C≒5.99km）が延伸開業[82][83]。亀瀬仮停車場が開業[84]。
  - 12月27日：奈良駅 - 王寺間（9M44C≒15.37km）が開業[85][86]。奈良駅・郡山駅・法隆寺駅・王寺駅が開業[85]。
- 1891年（明治24年）2月8日：王寺駅 - 稲葉山仮停車場間（1M30C≒2.21km）が延伸開業[87][88]。稲葉山仮停車場が開業[84]。稲葉山仮停車場 - 亀瀬仮停車場間は人力車連絡[84]。
- 1892年（明治25年）2月2日：亀瀬仮停車場 - 稲葉山仮停車場間（64C≒1.29km）が延伸開業し、湊町駅 - 奈良駅間が全通[84][89][90]。稲葉山仮停車場・亀瀬仮停車場が廃止[91]。
- 1899年（明治32年）

  - 3月1日：今宮駅が開業[92]。
- 1900年（明治33年）
  - 4月23日：関西鉄道への路線の譲渡の契約が成立[92]。
  - 6月6日：大阪鉄道が関西鉄道に路線を譲渡[92]。

#### 奈良鉄道（木津駅 - 奈良駅間）
- 1896年（明治29年）4月18日：奈良鉄道 木津駅 - 奈良駅間（4M32C≒7.08km）が延伸開業し、京都駅 - 奈良駅間が全通[84][93]。
- 1902年（明治35年）11月12日：営業距離の単位をマイル・チェーンからマイルのみに簡略化（4M32C→4.4M）。
- 1905年（明治38年）2月7日：奈良鉄道が関西鉄道に路線を譲渡[92]。

#### 関西鉄道

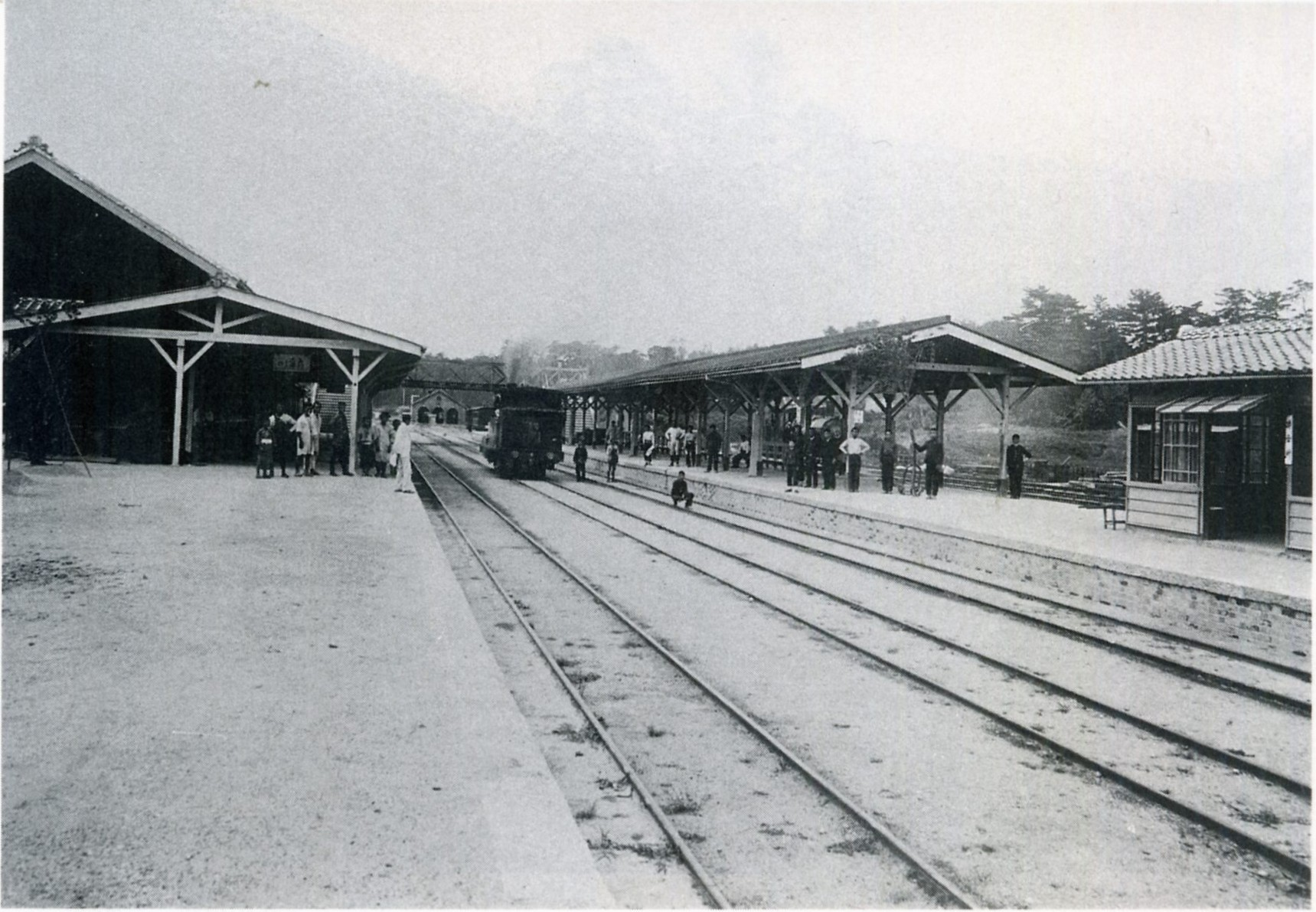
関西鉄道時代の柘植駅・1898年(明治31年)発行「関西参宮鉄道案内記」掲載写真と同一

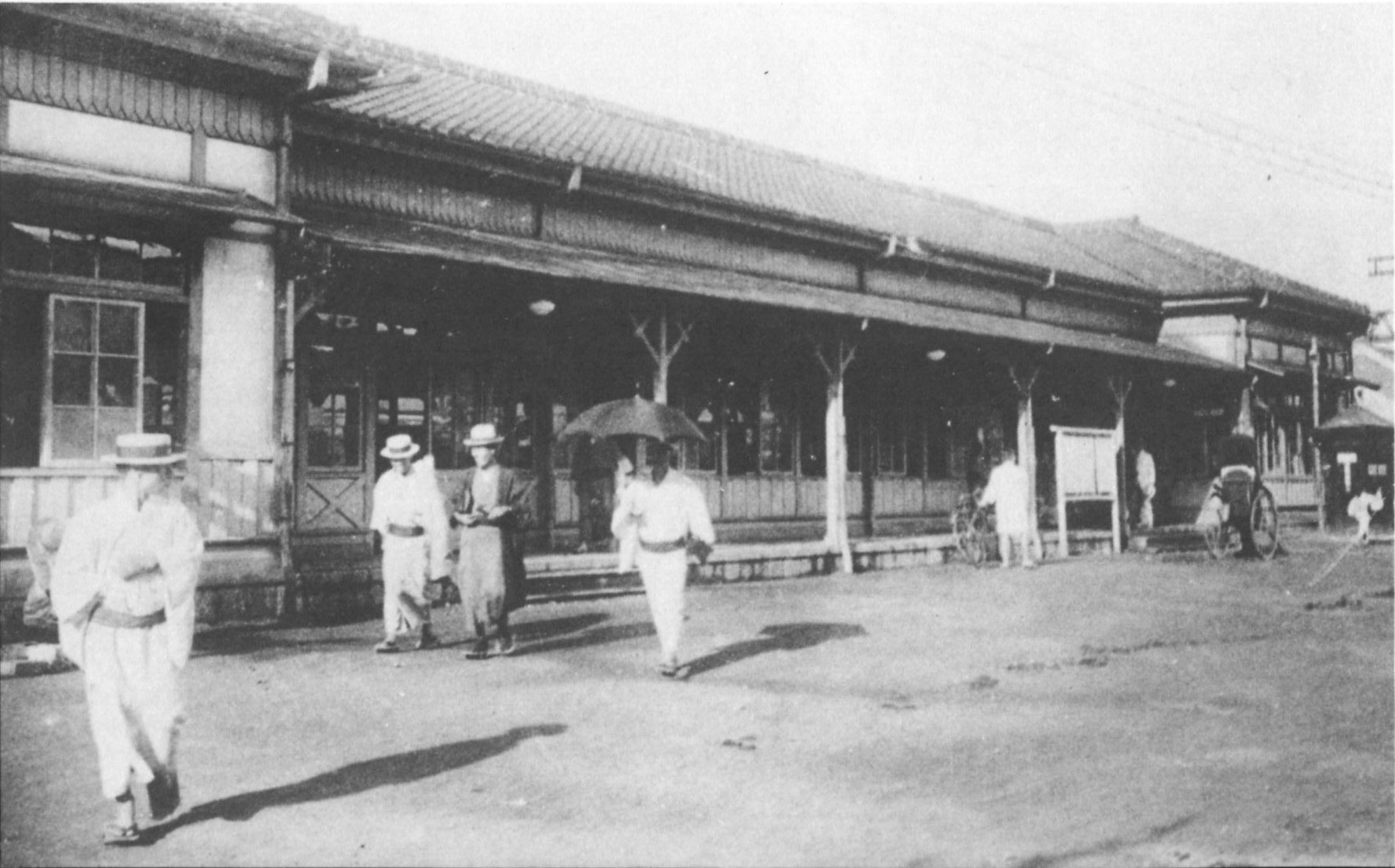
大正初期の亀山駅駅舎

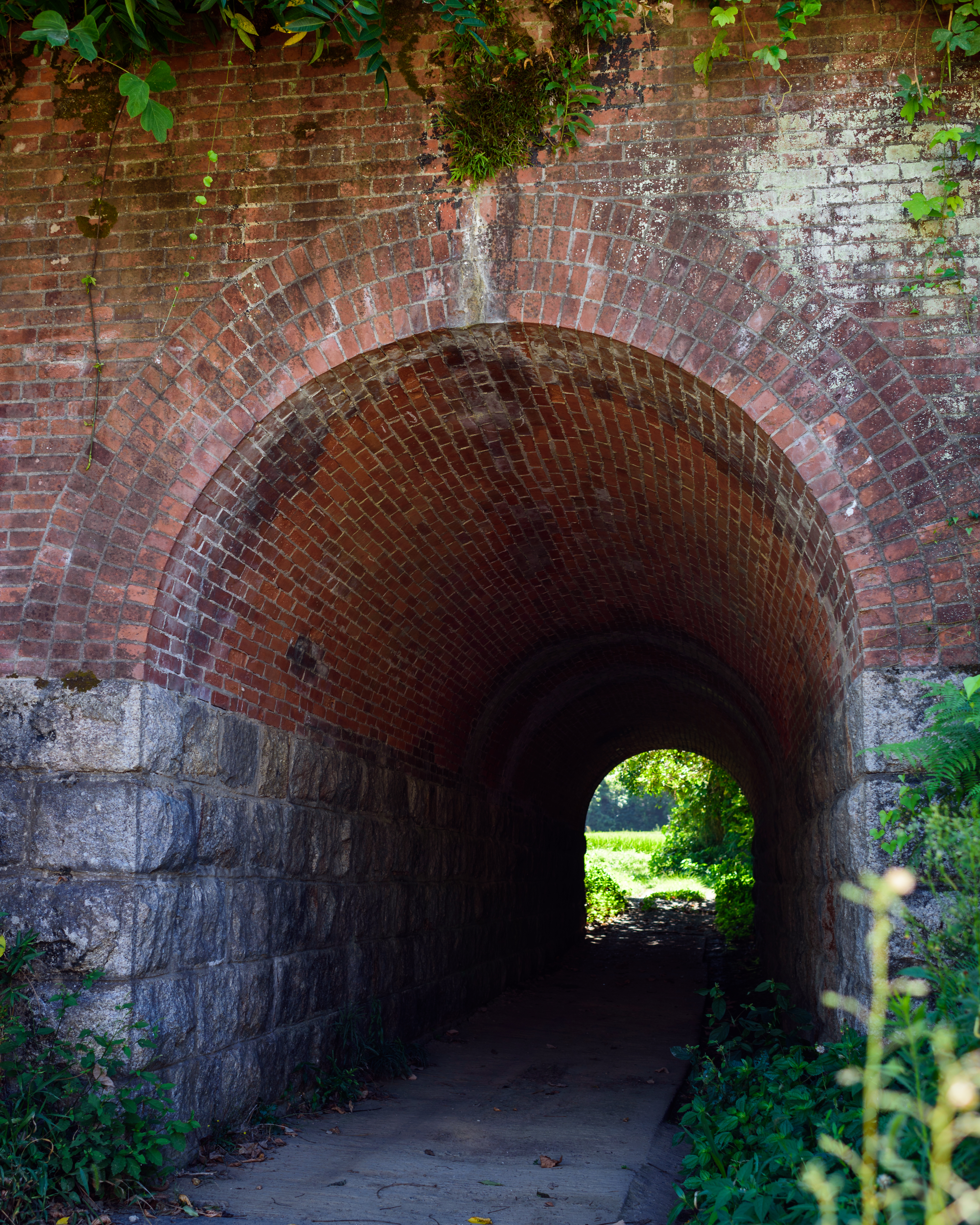
木津川市に残る遺構・梶ヶ谷隧道

- 1888年（明治21年）3月1日：関西鉄道に免許交付[84]。
- 1890年（明治23年）
  - 2月19日：関西鉄道 三雲駅 - 柘植駅間の開業により、柘植駅が開業[84]。
  - 12月25日：柘植駅 - 四日市駅間（26M50C≒42.85km）が延伸開業[84]。関駅・亀山駅・河原田駅・四日市駅が開業[84]。四日市駅では、日本郵船の航路に接続した。
- 1892年（明治25年）2月6日：高宮駅（現在の加佐登駅）が開業[84]。
- 1893年（明治26年）6月15日：桑名駅 - 名古屋駅間の免許取得[84]。
- 1894年（明治27年）7月5日：四日市駅 - 桑名仮停車場間（7M30C≒11.87km）が延伸開業[84]。富田駅・桑名仮停車場が開業[84]。
- 1895年（明治28年）
  - 1月28日：柘植駅 - 奈良駅間の免許取得[84]。
  - 5月24日：名古屋駅 - 前ヶ須駅間（10M21C≒16.52km）、桑名仮駅 - 桑名駅間（64C≒1.29km）が開業[84]。蟹江駅・前ヶ須駅（現在の弥富駅）・桑名駅が開業[84]。桑名仮停車場が廃止[84]。
  - 11月7日：弥富駅 - 桑名駅間（4M53C≒7.50km）が延伸開業し、名古屋駅 - 草津駅間が全通[84]。前ヶ須駅が弥富駅に改称[84]。
- 1896年（明治29年）
  - 7月3日：名古屋駅 - 蟹江駅間に愛知駅が開業[84]。
  - 9月21日：加太駅が開業[84]。
- 1897年（明治30年）
  - 1月15日：支線として柘植駅 - 上野駅間（9M8C≒14.65km）が開業[84]。佐那具駅・上野駅（現在の伊賀上野駅）が開業[84]。
  - 11月11日：支線 上野駅 - 加茂駅間（16M26C≒26.27km）が延伸開業[84]。島ケ原駅・大河原駅・笠置駅・加茂駅が開業[84]。
- 1898年（明治31年）
  - 4月19日：支線 加茂駅 - 大仏駅間（5M35C≒8.75km）が開業し、名古屋駅 - 加茂駅間が本線に、柘植駅 - 草津駅間が支線に変更[92]。大仏駅が開業[92]。
  - 11月18日：加茂駅 - 新木津駅間が延伸開業し、網島方面への路線（のちの片町線）に接続[92]。名古屋駅 - 網島駅間が全通し、直通列車が運転開始[92]。
- 1899年（明治32年）
  - 5月21日：支線 大仏駅 - 奈良駅間（57C≒1.15km）が延伸開業し、名古屋駅 - 奈良駅間が全通[92]。
  - 10月23日：加茂駅 - 奈良駅間が11C（≒0.22km）延長。
  - 11月11日：長島駅が開業[92]。
- 1900年（明治33年）
  - 6月6日：大阪鉄道が関西鉄道に路線を譲渡[92]。名古屋駅 - 大仏駅 - 湊町駅間が本線に、加茂駅 - 網島駅間が支線に変更。[要出典]
  - 9月1日：列車運行上の本線が名古屋駅 - 大仏駅 - 湊町駅間に変更[92]。
- 1901年（明治34年）
  - 1月25日：全線で4C（≒0.08km）短縮。[要出典]
  - 10月12日：営業距離の単位をマイル・チェーンからマイルのみに簡略化（名古屋駅 - 湊町駅間 106M67C→106.8M）。[要出典]
- 1903年（明治36年）
  - 1月29日：天王寺駅 - 湊町駅間が複線化[92]。
  - 2月1日：高宮駅が加佐登駅に改称[92]。
  - 3月1日：第五回内国勧業博覧会開催にあわせ、支線 天王寺駅 - 博覧会駅間が開業[92]。博覧会駅が開業[92]。天王寺駅 - 今宮駅間にも博覧会付属乗降場が開設。
  - 11月1日：支線 天王寺駅 - 博覧会駅間が廃止[92]。博覧会駅・博覧会付属乗降場が廃止。
- 1905年（明治38年）2月7日：奈良鉄道が関西鉄道に路線を譲渡[92]。
- 1907年（明治40年）
  - 7月1日：富田浜仮停車場が開業（夏期のみ営業）[94]。
  - 8月21日：加茂駅 - 木津駅間（マイル設定なし）が開業[92]。加茂駅 - 大仏駅 - 奈良駅間、加茂駅 - 新木津駅間が使用停止[95]。大仏駅が使用停止。

#### 国有化以後
- 1907年（明治40年）

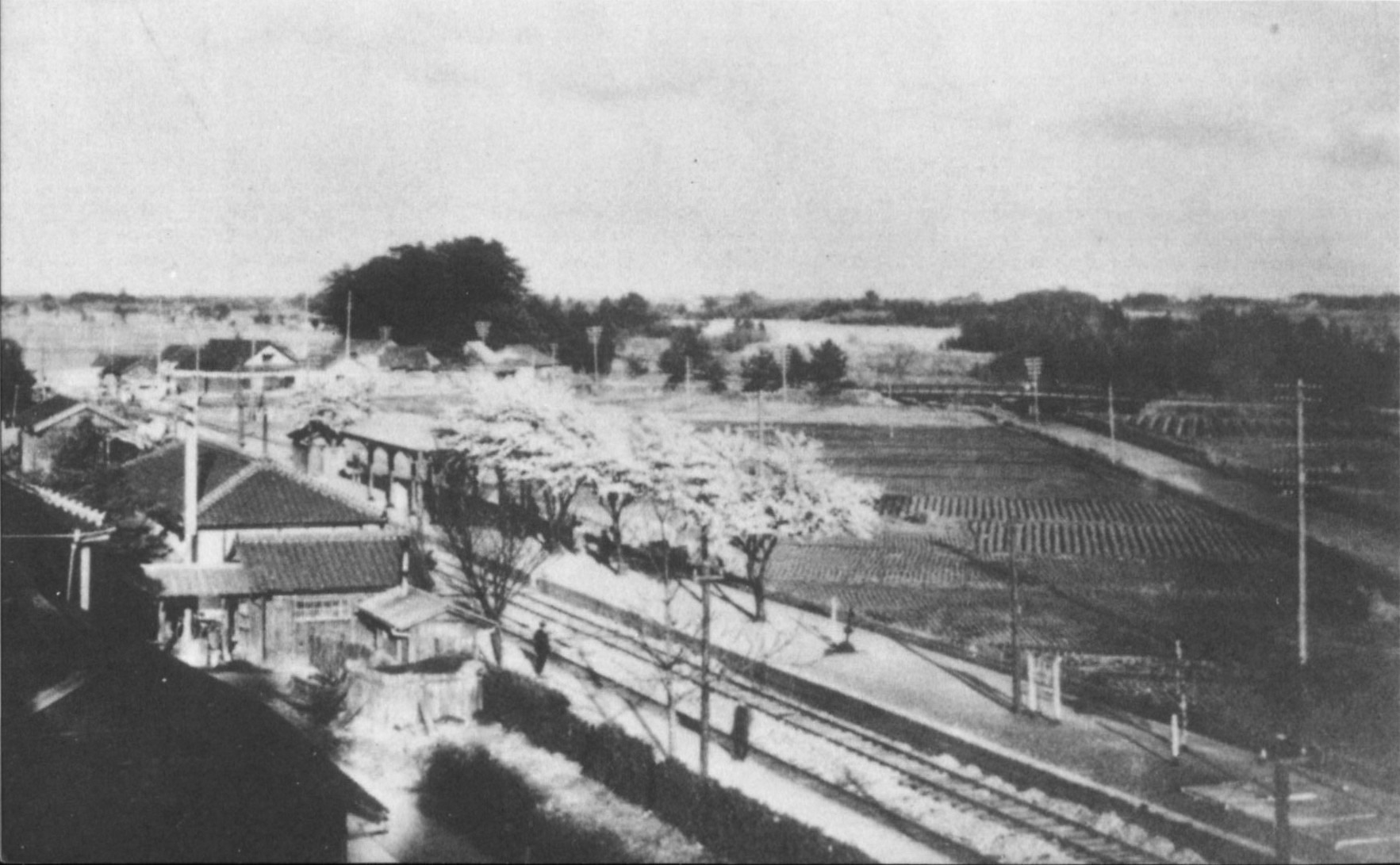
1927年（昭和2年）の加佐登駅

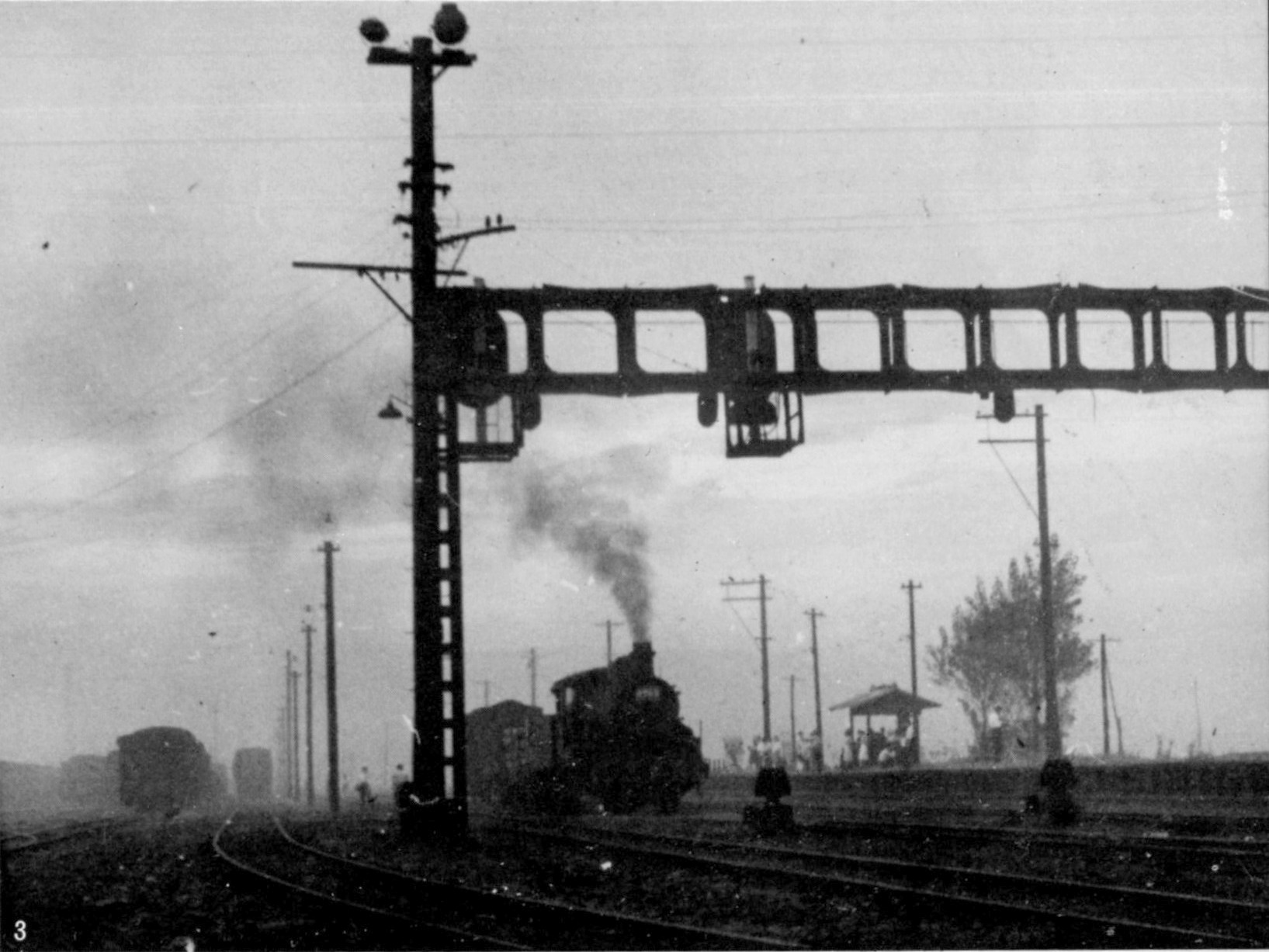
1946年（昭和21年）頃の久宝寺駅

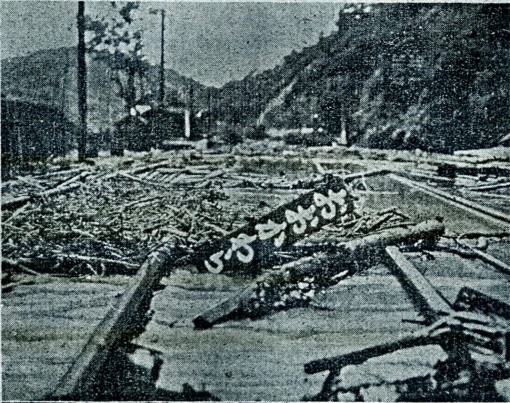
南山城水害で駅舎が流出し構内が埋もれた大河原駅（1953年8月15日）

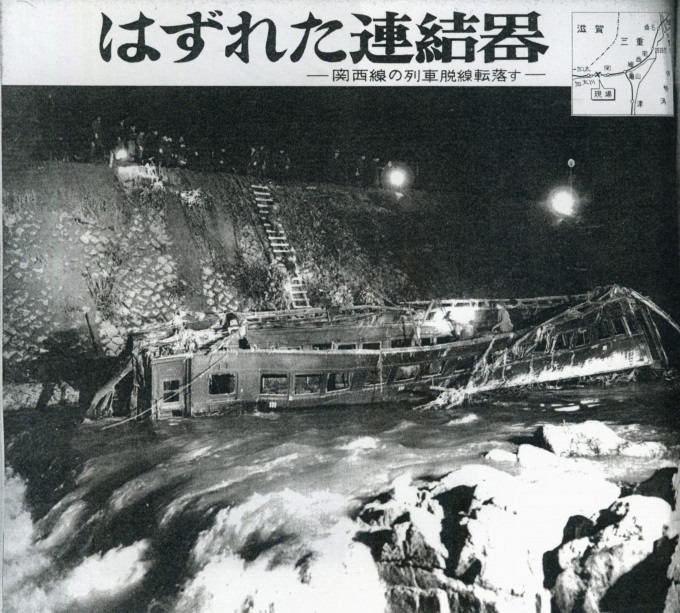
関駅 - 加太駅間で列車が水没（1956年9月27日）

  - 10月1日：関西鉄道が国有化[92]。
  - 11月1日：加茂駅 - 木津駅間マイル設定（3.7M≒5.95km）。加茂駅 - 大仏駅 - 奈良駅間（6.1M≒9.82km）、加茂駅 - 新木津駅間が正式に廃止。
- 1908年（明治41年）
  - 3月30日：柏原駅 - 天王寺駅間が複線化[92]。
  - 10月7日：郡山駅 - 法隆寺駅間に安堵信号所が開設。
  - 11月5日：安堵信号所が廃止。
- 1909年（明治42年）
  - 4月1日：志紀駅・加美駅・百済駅（初代）が開[92]業。柏原駅 - 湊町駅間にて、鉄道院で初めて蒸気動車運行を開始したことに伴う新設駅で、当初は蒸気動車による区間列車のみの客扱い駅であった。
  - 6月1日：愛知駅が廃止され名古屋駅に統合[92]。
  - 10月12日：国有鉄道線路名称制定により、名古屋駅 - 奈良駅 - 湊町駅間が関西本線となる[92]。
- 1910年（明治43年）12月1日：久宝寺駅が開業[92]。
- 1911年（明治44年）11月5日：王寺駅 - 柏原駅間に青谷信号所が開設。
- 1914年（大正3年）3月20日：木津駅 - 奈良駅間が複線化。
- 1915年（大正4年）
  - 2月13日：木津駅 - 奈良駅間に佐紀仮信号所が開設。
  - 6月7日：佐紀仮信号所が廃止。
- 1916年（大正5年）9月11日：上野駅が伊賀上野駅に改称。
- 1918年（大正7年）7月15日：名古屋駅 - 蟹江駅間に八田信号所が開設。
- 1920年（大正9年）
  - 8月25日：大和小泉駅が開業[96]。
  - 12月21日：貨物支線 四日市駅 - 四日市港駅間（1.1M≒1.77km）が開業[96]。貨物駅として四日市港駅が開業[96]。
- 1921年（大正10年）7月15日：新堂駅が開業[96]。
- 1922年（大正11年）4月1日：すべての信号所が信号場に変更。
- 1923年（大正12年）12月15日：青谷信号場 - 柏原駅間が複線化。
- 1924年（大正13年）
  - 3月30日：王寺駅 - 青谷信号場間が複線化[97]。
  - 8月10日：木津駅 - 奈良駅間に都跡仮信号場（初代）が開設（廃止日不詳）。
- 1925年（大正14年）
  - 6月16日：郡山駅 - 大和小泉駅間が複線化。
  - 8月26日：奈良駅 - 郡山駅間が複線化。
- 1926年（大正15年）
  - 1月10日：都跡仮信号場（2代目）が開設（廃止日不詳）。
  - 4月30日：大和小泉駅 - 法隆寺駅間が複線化。
  - 7月22日：法隆寺駅 - 王寺駅間が複線化。
- 1927年（昭和2年）
  - 4月19日：青谷信号場が駅に変更され河内堅上駅が開業[96]。
  - 5月1日：桑名駅 - 朝日駅間に朝明信号場が開設。
  - 6月1日：蟹江駅 - 弥富駅間に善太信号場が開設。
- 1928年（昭和3年）
  - 2月1日：八田信号場が駅に変更され八田駅が開業[96]。
  - 3月1日：富田浜仮停車場が駅に変更され富田浜駅が開業[96]。
  - 4月1日：加太駅 - 柘植駅間に中在家信号場が開設[96]。
  - 7月1日：四日市駅 - 河原田駅間に日永信号場が、河原田駅 - 加佐登駅間に木田信号場が開設。
  - 12月1日：貨物支線 今宮駅 - 浪速駅 - 大阪港駅間（5.2M≒8.37km）が開業（のちに大阪環状線に編入され、同線の貨物支線となる）[98]。
- 1929年（昭和4年）
  - 2月1日：善太信号場を駅が変更され永和駅が開業[96]。
  - 5月20日：井田川駅が開業[96]。
- 1930年（昭和5年）4月1日：営業距離の単位をマイルからメートルに変更（名古屋駅 - 湊町駅間 108.8M→175.1km、四日市駅 - 四日市港駅間 1.1M→1.7km、今宮駅 - 大阪港駅間 5.2M→8.2km）。
- 1931年（昭和6年）
  - 7月7日：富田浜駅 - 四日市駅間に午起仮停車場が開業[99]。
  - 7月8日：加美駅 - 平野駅間に正覚寺信号場（初代）が開設[100]。
- 1932年（昭和7年）
  - 1月27日：王寺駅 - 河内堅上駅間に亀ノ瀬信号場が開設。
  - 2月1日：王寺駅 - 河内堅上駅間の亀ノ瀬トンネルが地滑りで変形したため使用不可能となり、同区間が不通となる[96]。
  - 2月20日：亀ノ瀬トンネルの東口に亀ノ瀬東口仮停車場（亀ノ瀬信号場から変更）、西口に亀ノ瀬西口仮停車場が開設。王寺駅 - 亀ノ瀬東口仮停車場間・亀ノ瀬西口停車場間が運行再開、両仮停車場間は徒歩連絡となる。
  - 6月1日：柏原駅南方900m、大阪電気軌道桜井線（現在の近鉄大阪線）安堂駅に隣接する箇所に柏原仮乗降場が設置され、同線と和歌山線下田駅（現在の香芝駅）と大軌下田駅を用いて不通区間の代替輸送が開始。
  - 8月1日：四日市駅 - 四日市港駅間で改キロ (+0.8km)。
  - 12月31日：不通だった王寺駅 - 河内堅上駅間を大和川対岸の新線に切り替えて単線で復旧[96]。途中に藤井信号場が開設。
- 1933年（昭和8年）
  - 1月1日：亀ノ瀬東口仮停車場・亀ノ瀬西口仮停車場・柏原仮乗降場が廃止。
  - 10月14日：木津駅 - 奈良駅間に佐保仮信号場が開設[101]。
  - 11月28日：王寺駅 - 藤井信号場間が複線化[101]。
- 1935年（昭和10年）
  - 8月11日：東海道本線が災害で不通となったため、特急つばめが関西本線を使用した迂回運転を行う[102]。
  - 12月30日：藤井信号場 - 河内堅上駅間が複線化。藤井信号場が廃止。
- 1936年（昭和11年）1月15日：佐保仮信号場が廃止[101]。
- 1938年（昭和13年）10月1日：八尾駅 - 久宝寺駅間に竜華操車場が開設。
- 1939年（昭和14年）10月15日：正覚寺信号場（初代）が廃止。
- 1941年（昭和16年）7月25日：加美駅 - 平野駅間に正覚寺信号場（2代目）が開設。
- 1944年（昭和19年）
  - 6月1日：貨物支線 四日市駅 - 塩浜駅間 (3.3km) が開業[96]。貨物駅として塩浜駅が開業。
  - 11月1日：奈良駅 - 王寺駅間が資材供出のため単線化[103]。
- 1945年（昭和20年）11月25日：長島駅 - 桑名駅間に揖斐川仮信号場が開設。
- 1946年（昭和21年）5月1日：揖斐川仮信号場が廃止。
- 1947年（昭和22年）
  - 3月15日：木津駅 - 奈良駅間に佐保信号場（初代）が開設[94]。
  - 10月：志紀駅が休止。
- 1948年（昭和23年）8月30日：午起仮停車場が廃止[104]。
- 1949年（昭和24年）3月1日：木田信号場が駅に変更され鈴鹿駅（現在の河曲駅）が開業[96]。
- 1950年（昭和25年）10月1日：東京駅 - 湊町駅・鳥羽駅間で夜行急行列車が運転開始[96]。翌月「大和」と命名される。
- 1951年（昭和26年）12月28日：月ケ瀬口駅が開業[96]。
- 1952年（昭和27年）9月1日：貨物支線（阪和貨物線）八尾駅 - 竜華操車場 - 杉本町駅間 (11.3km) が開業[96]。
- 1953年（昭和28年）11月11日：急行「大和」の鳥羽編成が「伊勢」として分離。
- 1954年（昭和29年）6月1日：富田浜駅 - 四日市駅間に、三岐鉄道の四日市駅直通列車のみ停車する午起駅が開業。
- 1955年（昭和30年）3月22日：名古屋駅 - 湊町駅間の準急に気動車（のちのキハ50形・キロハ18形であるキハ44600形・キロハ47000形）が投入される[96][105]。国鉄初の気動車による優等列車となる[105]。
- 1956年（昭和31年）
  - 3月15日：貨物支線 浪速駅 - 大阪東港駅間 (3.0km) が開業[98]。
  - 7月15日：準急をすべて気動車化[106]。
  - 9月27日：関駅 - 加太駅間で下り列車が崩壊した土砂に乗り上げ、客車が川に転落し、死者8名（旅客5名、職員3名）、負傷者3名[107][108]。「関西本線列車脱線水没事故」を参照。
  - 11月17日：加茂駅 - 木津駅間が、鹿背山トンネル経由から不動山トンネル経由に変更[109]。
  - 11月20日：佐保信号場（初代）が廃止[94]。
- 1958年（昭和33年）11月1日：名古屋駅 - 湊町駅間の準急が「かすが」と命名される[96]。
- 1959年（昭和34年）
  - 7月15日：東京駅 - 新宮駅間で急行「那智」が運転開始[96]。関西本線内では「伊勢」と併結運転を行う[7]。
  - 9月26日：伊勢湾台風により愛知県・三重県内を中心に甚大な被害を受ける[96]。
  - 10月10日：桑名駅 - 四日市駅間が復旧。不通区間は八田駅 - 桑名駅間になる。
  - 10月30日：八田駅 - 蟹江駅間が復旧。
  - 11月1日：蟹江駅 - 永和駅間が復旧。
  - 11月25日：永和駅 - 桑名駅間の開通をもって、復旧完了[110]。
- 1961年（昭和36年）
  - 2月1日：法隆寺駅 - 王寺駅間が再複線化[111]。
  - 3月6日：郡山駅 - 法隆寺駅間が再複線化[111]。
  - 3月21日：奈良駅 - 郡山駅間が再複線化[111]。
  - 4月25日：貨物支線 今宮駅 - 浪速駅 - 大阪港駅間 (8.2km)、浪速駅 - 大阪東港駅間 (3.0km) が大阪環状線に編入[98]。
  - 10月11日：志紀駅が八尾寄りに0.2km移転し営業再開。[要出典]
  - 12月10日：奈良駅 - 湊町駅間が他線からの直通列車の一部を除き気動車に統一[112][113]。正覚寺信号場（2代目）が廃止。
- 1963年（昭和38年）
  - 4月1日：加美駅が平野方面に0.3km移転[94]。
  - 9月10日：1945年ごろから休止中であった百済駅（初代）が廃止[114]。
  - 10月1日：貨物支線 平野駅 - 百済駅（2代目、現在の百済貨物ターミナル駅）間 (1.4km) が開業[114]。貨物駅として百済駅（2代目）が開業[114]。日永信号場が駅に変更され南四日市駅が開業[114]。
- 1964年（昭和39年）
  - 10月1日：午起駅が廃止[94]。
  - 11月24日：貨物支線 百済駅 - 百済市場駅間 (2.1km) が開業[114]。貨物駅として百済市場駅が開業[114]。
- 1965年（昭和40年）3月1日：阪和貨物線 八尾駅 - 杉本町駅間が旅客営業開始。名古屋駅 - 東和歌山駅間に阪和貨物線経由で気動車特急「あすか」が運転開始[114]。
- 1966年（昭和41年）3月5日：準急「かすが」が急行になる[114]。
- 1967年（昭和42年）
  - 3月1日：平野駅 - 天王寺駅間の下り線が高架化[115][116][117]。
  - 9月28日：平野駅 - 天王寺駅間の上り線が高架化[118][119]。
  - 10月1日：特急「あすか」が廃止[114]。
- 1968年（昭和43年）
  - 3月22日：天王寺駅 - 新今宮駅間が複々線化され、大阪環状線と分離運転開始。[要出典]
  - 10月1日：急行「大和」「伊勢」「那智」が統合され、急行「紀伊」が運転開始[114]。急行「かすが」の奈良駅 - 湊町駅間は上り1本を残して快速になる。[要出典]
- 1970年（昭和45年）10月1日：長島駅[120]・富田浜駅[120]・鈴鹿駅が無人駅化[121]。
- 1971年（昭和46年）4月25日：名古屋駅 - 亀山駅間で蒸気機関車の使用を廃止。[要出典]
- 1972年（昭和47年）
  - 3月15日：新今宮駅に停車開始[114]。急行「紀伊」の王寺駅・鳥羽駅発着の列車が廃止[114]。
  - 9月27日：朝明信号場 - 富田駅間が複線化[122]。
- 1973年（昭和48年）
  - 7月10日：鈴鹿駅が河曲駅に改称[114]。
  - 10月1日：奈良駅 - 湊町駅間が電化され[123]、亀山駅 - 奈良駅間で蒸気機関車が全廃[124]。
  - 10月1日：急行「かすが」の運転区間が名古屋駅 - 奈良駅間に短縮[114]。
  - 10月7日：休日のみ快速（大和路快速の前身）が大阪環状線への直通運転開始[124]。
- 1974年（昭和49年）7月20日：平日の快速も大阪環状線への直通運転開始[125]。
- 1977年（昭和52年）1月31日：長島駅 - 桑名駅間が複線化[126]。
- 1979年（昭和54年）8月1日：名古屋駅 - 八田駅間が電化[127]（電化営業開始は1982年5月17日）。
- 1980年（昭和55年）
  - 3月3日：三郷駅が開業[114]。
  - 3月24日：弥富駅 - 長島駅間が複線化[128]。
- 1982年（昭和57年）
  - 5月17日：八田駅 - 亀山駅間が電化[129]。
  - 8月1日：台風10号と集中豪雨の影響により、王寺駅・王寺機関区が浸水する被害を受ける[130]。
  - 9月29日：柘植駅 - 笠置駅間が自動信号化[130]。
  - 10月18日：亀山駅 - 柘植駅間が自動信号化[130]。
- 1983年（昭和58年）
  - 3月8日：亀山駅 - 木津駅間で列車集中制御装置 (CTC) が導入[130]。
  - 8月8日：朝日駅が開業[114]。朝明信号場が北へ2.1km移転。
- 1984年（昭和59年）
  - 2月1日：貨物支線 百済駅 - 百済市場駅間 (2.1km) が廃止[114]。
  - 9月1日：木津駅 - 奈良駅間に佐保信号場（2代目）が開設[131]。
  - 10月1日：木津駅 - 奈良駅間が電化[132]。
- 1985年（昭和60年）
  - 3月14日：貨物支線 四日市駅 - 四日市港駅間 (2.5km) が廃止[133]。新今宮駅 - 湊町駅間の貨物営業廃止。
  - 8月29日：高井田駅が開業[114]。
  - 12月1日：平城山駅が開業[114]。
- 1986年（昭和61年）
  - 7月21日：集中豪雨により、大河原駅 - 加茂駅間で大規模な土砂崩れが発生[134]。同駅間が不通となる[134]。
  - 9月1日：大河原駅 - 加茂駅間で運転を再開する[135]。
  - 11月1日：竜華操車場が信号場に変更され竜華信号場が開設。

#### 国鉄分割民営化以後（JR化後）
- 1987年（昭和62年）4月1日：国鉄分割民営化により、次のようになる。
  - 名古屋駅 - 亀山駅間 [114](59.9km) を東海旅客鉄道が承継。
  - 亀山駅 - 湊町駅間[114] (115.2km)、八尾駅 - 竜華信号場 - 杉本町駅間 (11.3km) を西日本旅客鉄道が承継。[要出典]
  - 日本貨物鉄道が四日市駅 - 塩浜駅間 (3.3km)、平野駅 - 百済駅間 (1.4km) の第一種鉄道事業者、名古屋駅 - 亀山駅 [114](59.9km)、木津駅 - 新今宮駅間 [114](45.5km)、竜華信号場 - 杉本町駅間 (10.5km) の第二種鉄道事業者となる。
  - 亀山駅 - 木津駅間の貨物営業廃止。[要出典]
- 1988年（昭和63年）
  - 3月13日：加茂駅 - 木津駅間電化[114]。加茂駅 - 湊町駅間に大和路線の愛称使用開始[114]。日中に湊町駅発着の快速（郡山駅・大和小泉駅は通過）が増発[136]。加茂駅・木津駅 - 湊町駅・大阪駅間でやまとじライナーの運転開始[136]。
  - 4月24日 - 10月23日：「なら・シルクロード博覧会」の開催に伴い、大阪環状線・西九条駅構内の配線を変更して大阪環状線と梅田貨物線を結ぶルートが開通し、臨時快速「シルクロード号」が加茂駅・奈良駅 - 新大阪駅間（湊町駅発着快速の一部を行先変更）で、また奈良駅から阪和貨物線経由で紀勢本線御坊駅までの臨時快速列車がそれぞれ運転[要出典]。
- 1989年（平成元年）
  - 3月11日：大阪環状線に直通する区間快速（環状線内各駅停車）が運転開始。大阪環状線との直通運転を夕方以降にも拡大[要出典]。郡山駅・大和小泉駅停車の快速および和歌山線・桜井線直通の快速が区間快速に変更[要出典]。
  - 4月10日：大阪環状線と大和路線を直通する快速（環状線内も快速）の種別名を「大和路快速」と命名[114]。221系電車が大和路線区間で運用を開始[137]。
  - 7月20日：113系電車による大和路快速の定期運用を終了[要出典]。
  - 11月11日：東部市場前駅が開業[137]。
  - 12月28日：湊町駅が移転し、改キロを実施 (-0.2km)[137]。
- 1990年（平成2年）
  - 3月10日：快速「みえ」が運転開始[138]。大阪環状線直通の区間快速を朝方にも拡大。
  - 6月1日：亀山駅 - 加茂駅間でワンマン運転開始[139][140]。
- 1992年（平成4年）3月14日：特急「南紀」の使用車両がキハ82系気動車からキハ85系気動車（ワイドビュー）に置き換え[141]。これによりキハ82系気動車による定期特急列車は全国から消滅。
- 1993年（平成5年）
  - 2月10日：王寺駅 - 湊町駅間で ATS-P（トランスポンダ方式）使用開始[142]。
  - 7月24日：富田浜駅 - 四日市駅間が複線化。
  - 8月1日：八田駅 - 蟹江駅間に春田信号場、永和駅 - 弥富駅間に白鳥信号場が開設。快速「みえ」をキハ58・65系気動車からキハ75系気動車に置き換え。亀山駅 - 奈良駅間でキハ120形気動車が運用開始[34]。
- 1994年（平成6年）9月4日：湊町駅がJR難波駅に改称。関西国際空港開港に伴い、JR難波駅 - 関西空港駅間で関空快速が運転開始。天王寺駅で大阪環状線京橋駅発着の関空快速と併結・分割していた。
- 1996年（平成8年）
  - 3月22日：連続立体交差事業により、今宮駅が高架化、JR難波駅が地下化[143]。
  - 10月5日：加茂駅 - JR難波駅間で、平日ダイヤで運転されていた土曜日が、休日ダイヤで運転されるようになる[144]。
- 1997年（平成9年）
  - 3月8日：久宝寺駅が区間快速の停車駅になる。和歌山線直通列車が増発（日中のJR難波駅発着の快速はすべて和歌山線高田駅 - JR難波駅間の区間快速となる。和歌山線・桜井線経由の奈良駅 - JR難波駅間の快速は大幅減少）。郡山駅・大和小泉駅通過の快速は消滅。
  - 7月28日：竜華信号場が廃止され、八尾駅に統合。
  - 9月1日：久宝寺駅の下り待避線が使用開始[145]。
- 1998年（平成10年）
  - 3月14日：久宝寺駅の上り待避線が使用開始[146]。
  - 9月28日：八田駅 - 春田信号場間に伏屋信号場が開設[要出典]。
- 1999年（平成11年）
  - 5月10日：関空快速のJR難波駅発着編成の天王寺駅での大阪環状線京橋駅発着関空快速との併結・分割を中止し、JR難波駅 - 関西空港駅間をJR難波駅発着編成単独での運転になる[要出典]。
- 2001年（平成13年）
  - 1月14日：名古屋駅 - 亀山駅間で CTC が導入[147]。
  - 3月3日：春田信号場を駅に変更し春田駅が開業[148]。名古屋駅 - 亀山駅間でワンマン運転開始[32][注 8]。久宝寺駅が大和路快速の停車駅になる[149]。
- 2002年（平成14年）4月7日：八田駅が高架化され、名古屋方面に0.5km移転[150]。
- 2004年（平成16年）
  - 4月1日：日本貨物鉄道の第二種鉄道事業（木津駅 - 平野駅間 40.6km、竜華信号場 - 杉本町駅間 10.5km）が廃止[151]。
  - 7月1日：貨物支線（阪和貨物線） 八尾駅 - 杉本町駅間が休止[要出典]。
  - 10月18日：奈良駅 - JR難波駅間で女性専用車が導入[152][153]。
- 2005年（平成17年）1月30日：伏屋信号場が廃止[154]。
- 2006年（平成18年）
  - 3月18日：急行「かすが」が廃止[38]。中在家信号場での列車交換廃止。
  - 4月1日：JR貨物の第二種鉄道事業（平野駅 - 新今宮駅間 4.9km）が廃止[155]。
  - 12月16日：加茂駅 - 王寺駅間で ATS-P（拠点P方式）使用開始[156]。
- 2008年（平成20年）
  - 3月15日：おおさか東線の開業により奈良駅 - 尼崎駅間をおおさか東線・JR東西線経由で運転する直通快速が運転開始[要出典]。JR難波駅発着の区間快速が快速に変更（停車駅は同じ）。JR難波駅発着の関空快速が廃止[要出典]。
  - 6月29日：奈良駅関西本線ホームが高架化（桜井線ホームを含む全面高架化完成は2010年3月13日[157]）。
- 2009年（平成21年）
  - 3月14日：名古屋駅 - 亀山駅間で日中の快速が増発[要出典]。
  - 3月31日：貨物支線（阪和貨物線） 八尾駅 - 杉本町駅間 11.3kmが廃止[158]。
  - 7月1日：木津駅 - JR難波駅間の各駅でホーム上の喫煙コーナーを廃止して全面禁煙化[159]。
  - 10月4日：加茂駅 - JR難波駅間で大阪環状・大和路線運行管理システムが導入[160]。
- 2010年（平成22年）
  - 2月14日：三郷駅 - 河内堅上駅間および、河内堅上駅 - 高井田駅間の2か所で、ジョイフルトレインの「あすか」を撮影しようとした鉄道ファン数名が線路内に侵入したため一時運転を見合わせ、上下線計19本が運休、計26本が最大約40分遅れ、約1万3千人に影響した[161]。
    - この事件でJR西日本は大阪府警察に被害届を提出して捜査が進められ[162]、マスコミなどでも鉄道ファンのマナーについて大きく報道されたり、出版社のウェブサイトでも掲載された[163]。

  - 12月1日：組織改正により、加茂駅 - JR難波駅間が大阪支社の管轄から近畿統括本部の管轄に変更[164]。
- 2011年（平成23年）
  - 3月12日：平野駅 - 百済駅間が電化。ダイヤ改正により、加茂駅 - JR難波駅間の日中の運行形態が変更されるとともに、やまとじライナーが廃止[165]。
  - 4月18日：奈良駅 - JR難波駅間で女性専用車が毎日、終日設定される[166]。
- 2013年（平成25年）3月16日：百済駅を百済貨物ターミナル駅に改称。
- 2015年（平成27年）3月14日：JR西日本区間で路線記号が本格導入開始[167]。
- 2017年（平成29年）
  - 10月22日：台風21号の影響により、加太駅 - 柘植駅間で線路脇の亀裂と盛土のり面崩壊が発生。亀山駅 - 加茂駅間が不通となる[168][169]。同区間でバス代行輸送開始。
  - 11月1日：柘植駅 - 加茂駅間で運転再開、バス代行輸送区間を亀山駅 - 柘植駅間に短縮[169][170]。
- 2018年（平成30年）
  - 1月9日：亀山駅 - 柘植駅間が運転再開[171][172]。
  - 3月：JR東海区間で駅ナンバリングを導入[19]。
- 2019年（令和元年）11月18日：指令所が亀山指令所から大阪総合指令所に移転、中在家信号場も廃止となる[173]。
- 2020年（令和2年）
  - 7月8日：令和2年7月豪雨の影響による倒木で亀山駅 - 加茂駅間が一時不通となり[174]、柏原市役所新庁舎建設現場の足場が強風で線路上に崩れた影響で王寺駅 - JR難波駅間が終日不通となる[175]。
- 2021年（令和3年）3月13日：加茂駅 - 亀山駅間の全駅でICカード「ICOCA」が利用可能となる[18]。
- 2023年（令和5年）
  - 7月1日：特急「南紀」の使用車両がキハ85系気動車からHC85系ハイブリッド車両に置き換え[176]。
  - 10月23日：加茂駅 - 天王寺駅間の一部列車において、有料座席サービス「快速 うれしート」の提供を開始[177]。
- 2024年（令和6年）
  - 3月16日：通勤特急「らくラクやまと」を新設[41]。「快速 うれしート」の設定列車を拡大し、平日は設定列車を追加、土休日の大和路快速・直通快速にも設定[41]。
  - 10月5日：「快速 うれしート」の設定列車を拡大し、奈良方面行きの列車（全ての直通快速と平日夕方の快速）にも設定[178]。
- 2025年（令和7年）
  - 2月16日・22日：名古屋駅 - 伊賀上野駅間で乗り換えが不要となる直通列車を実証運行[179]。関駅にも途中停車した[179]。
    - 全車指定の旅行商品として発売[180]。三重県と亀山市、伊賀市、JR西日本で作る「関西本線活性化利用促進三重県会議」が企画し、16日には亀山駅で運行記念セレモニーも開かれた[181]。

  - 3月15日：特急「まほろば」を定期列車化[40]。柏原駅・八尾駅に通勤特急「らくラクやまと」が停車[182]。
  - 4月5日：特急「まほろば」の使用車両を287系から683系に置き換え[42][43]。

## 今後の予定・構想
- 「大和路線」区間内の奈良駅 - 郡山駅間について、奈良県が事業主体となって鉄道高架化に着手している[183]。同事業において、奈良駅 - 郡山駅間（京奈和自動車道奈良IC（仮称）付近）に新駅を建設予定であることも明らかになっている[184]。詳細は「大和路線#鉄道高架化と新駅設置計画」を参照。
- 非電化区間である亀山駅 - 加茂駅間の電化・複線化の要望があり、三重県が中心となって「関西本線複線電化促進同盟」が結成された（2018年、「関西本線整備・利用促進連盟」[185]と改称）。また2004年の近畿地方交通審議会答申8号では、加茂以東を電化するよう答申している[要出典]。
- 2025年度後半に数日間、JR西日本管内の観光列車にラッピングなどを施した、車内で地元のグルメを楽しめる臨時の観光列車を、亀山駅 - 加茂駅間を軸に加茂以西の京都府や奈良県の主要駅から運転することが検討されている[186][187]。オーバーツーリズム（観光公害）が深刻となっている京都周辺から「忍者の里」として外国人観光客に知られる関西本線沿線の伊賀地域への誘導を図れないかなどを検証する予定[187]。

## 駅一覧
（貨）は貨物専用駅、それ以外の駅で◆・◇を付した駅は貨物取扱駅を表す（◇は定期貨物列車の発着なし）。

### JR東海
ここではJR東海の管轄である名古屋駅 - 亀山駅間の駅名と主な駅のキロ程のみ記す。接続路線・停車駅などの詳細については「関西線 (名古屋地区)#駅一覧」を参照のこと。
( )内は起点からの営業キロ
名古屋駅◇ (0.0km)  - （笹島信号場） - 八田駅 - 春田駅 - 蟹江駅 - 永和駅 - （白鳥信号場） - 弥富駅 - 長島駅 - 桑名駅 (23.8km) - （朝明信号場） - 朝日駅 - 富田駅 - 富田浜駅 - 四日市駅◆ (37.2km) - 南四日市駅◇ - 河原田駅 (44.1km) - 河曲駅 - 加佐登駅 - 井田川駅 - 亀山駅 (59.9km)

### JR西日本

#### 亀山駅 - 加茂駅間
- この区間では普通列車のみの運転（全駅に停車）
- 全区間単線、全駅で列車交換可能

| 駅名       | 駅間 営業キロ | 累計 営業キロ | 累計 営業キロ | 接続路線                                                 | 所在地 | 所在地   | 所在地   |
| 駅名       | 駅間 営業キロ | 亀山 から     | 名古屋 から   | 接続路線                                                 | 所在地 | 所在地   | 所在地   |
| ---------- | ------------- | ------------- | ------------- | -------------------------------------------------------- | ------ | -------- | -------- |
| 亀山駅     | -             | 0.0           | 59.9          | 東海旅客鉄道：CJ 関西本線（名古屋方面）(CJ17)・■紀勢本線 | 三重県 | 亀山市   | 亀山市   |
| 関駅       | 5.7           | 5.7           | 65.6          |                                                          | 三重県 | 亀山市   | 亀山市   |
| 加太駅     | 5.4           | 11.1          | 71.0          |                                                          | 三重県 | 亀山市   | 亀山市   |
| 柘植駅     | 8.9           | 20.0          | 79.9          | 西日本旅客鉄道： 草津線                                  | 三重県 | 伊賀市   | 伊賀市   |
| 新堂駅     | 6.2           | 26.2          | 86.1          |                                                          | 三重県 | 伊賀市   | 伊賀市   |
| 佐那具駅   | 4.4           | 30.6          | 90.5          |                                                          | 三重県 | 伊賀市   | 伊賀市   |
| 伊賀上野駅 | 4.0           | 34.6          | 94.5          | 伊賀鉄道：伊賀線（忍者線）                               | 三重県 | 伊賀市   | 伊賀市   |
| 島ケ原駅   | 7.3           | 41.9          | 101.8         |                                                          | 三重県 | 伊賀市   | 伊賀市   |
| 月ケ瀬口駅 | 3.0           | 44.9          | 104.8         |                                                          | 京都府 | 相楽郡   | 南山城村 |
| 大河原駅   | 4.0           | 48.9          | 108.8         |                                                          | 京都府 | 相楽郡   | 南山城村 |
| 笠置駅     | 5.4           | 54.3          | 114.2         |                                                          | 京都府 | 相楽郡   | 笠置町   |
| 加茂駅     | 6.7           | 61.0          | 120.9         | 西日本旅客鉄道： 関西本線（大和路線 奈良方面）(JR-Q39)   | 京都府 | 木津川市 | 木津川市 |

この区間の中間駅（両端駅は含まない）のうち、伊賀上野駅はJR西日本直営駅、関駅・加太駅・月ケ瀬口駅・大河原駅は無人駅、それ以外の中間駅は簡易委託駅である。

#### 加茂駅 - JR難波駅間
ここでは駅名と主な駅のキロ程のみ記す。接続路線・停車駅などの詳細については「大和路線#駅一覧」を参照のこと。
( )内は名古屋駅からの営業キロ
加茂駅 (120.9km) - 木津駅 (126.9km) - 平城山駅 - （佐保信号場） - 奈良駅 (133.9km) - 郡山駅 - 大和小泉駅 - 法隆寺駅 - 王寺駅 (149.3km) - 三郷駅 - 河内堅上駅 - 高井田駅 - 柏原駅 - 志紀駅 - 八尾駅 - 久宝寺駅 (164.3km) - 加美駅 - 平野駅 (167.5km) - 東部市場前駅 - 天王寺駅 (171.4km) - 新今宮駅 - 今宮駅 - JR難波駅 (174.9km)

### JR貨物
| 駅名                            | 営業キロ | 接続路線                                         | 所在地          | 所在地          |
| ------------------------------- | -------- | ------------------------------------------------ | --------------- | --------------- |
| 四日市駅 - 塩浜駅間             |          |                                                  |                 |                 |
| 四日市駅                        | 0.0      | 東海旅客鉄道：関西本線（本線）                   | 三重県 四日市市 | 三重県 四日市市 |
| （貨）塩浜駅                    | 3.3      |                                                  | 三重県 四日市市 | 三重県 四日市市 |
| 平野駅 - 百済貨物ターミナル駅間 |          |                                                  |                 |                 |
| 平野駅                          | 0.0      | 西日本旅客鉄道：関西本線（本線）・片町線貨物支線 | 大阪府 大阪市   | 平野区          |
| （貨）百済貨物ターミナル駅      | 1.4      |                                                  | 大阪府 大阪市   | 東住吉区        |

### 廃止区間
( )内は起点からの営業キロ。
貨物支線（1985年廃止）
四日市駅 (0.0km) - 四日市港駅 (2.5km)
※四日市駅の構外側線として現存。
旧線（1907年廃止）
加茂駅 (0.00km) - 大仏駅 (8.69km) - 奈良駅 (9.82km)
貨物支線（1984年廃止）
百済駅 (0.0km) - 百済市場駅 (2.1km)
貨物支線（阪和貨物線・2009年廃止）
八尾駅 (0.0km) - 杉本町駅 (11.3km)

### 廃駅
( )内は名古屋駅起点の営業キロ。
- 愛知駅：名古屋駅 - 八田駅間[188]（約0.6km）
- 桑名仮停車場：桑名駅 - 朝明信号場間、所在地は桑名市江場（約25.1km）
- 午起駅：富田浜駅 - 四日市駅間 (35.8km)…三岐鉄道直通列車のみの停車だった
- 稲葉山仮停車場：三郷駅 - 河内堅上駅間（約151.5km）
- 亀瀬仮停車場：三郷駅 - 河内堅上駅間（約152.8km）
- 亀ノ瀬東口仮停車場：三郷駅 - 河内堅上駅間 (151.7km)
- 亀ノ瀬西口仮停車場：三郷駅 - 河内堅上駅間 (153.0km)
- 柏原仮乗降場：高井田駅 - 柏原駅間 (157.9km)
- 百済駅（初代）：東部市場前駅 - 天王寺駅間 (169.3km)

### 廃止信号場
( )内は名古屋駅起点の営業キロ。
- 伏屋信号場：八田駅 - 春田駅間 (6.2km)
- 揖斐川仮信号場：長島駅 - 桑名駅間 (21.9km)
- 中在家信号場：加太駅 - 柘植駅間 (75.6km)
- 都跡仮信号場：平城山駅 - 佐保信号場間（約130.7km）
- 佐紀仮信号所：佐保信号場 - 奈良駅間（約131.5km）
- 安堵信号所：大和小泉駅 - 法隆寺駅間（約143.5km）
- 藤井信号場：三郷駅 - 河内堅上駅間 (151.8km)
- 竜華操車場：八尾駅 - 久宝寺駅間 (163.9km)
- 正覚寺信号場（初代）：加美駅 - 平野駅間 (166.9km)
- 正覚寺信号場（2代目）：加美駅 - 平野駅間 (167.4km)